# Fredericksburgi csata (1862)
Az amerikai polgárháború fredericksburgi csatáját 1862. december 11–15. között vívták Fredericksburg mellett, ahol Robert E. Lee tábornagy Észak-Virginiai hadserege és Ambrose E. Burnside vezérőrnagy Potomac hadserege csapott össze. Abraham Lincoln az 1862. szeptember 22-én kibocsátott Emancipációs nyilatkozat hatályba lépését 1863. január 1-ében határozta meg, és ahhoz erős, győztes pozíciókat akart teremteni, ezért sürgette az uniós hadvezetést. Az uniós hadsereg december 13-i támadása vérbe fúlt a város mögötti dombokon beásott konföderációs állások előtt, s ezzel a polgárháború egyik legegyértelműbb vereségét volt kénytelen elkönyvelni. Veszteségei több mint kétszeresen felülmúlták az ellenfélét.
Burnside elképzelése szerint november közepén átkelt volna a Rappahannock-folyón Fredericksburgnél, és sietve bevette volna az Amerikai Konföderációs Államok fővárosát, Richmondot, mielőtt Lee hadserege megállíthatta volna. Bürokratikus huzavona miatt Burnside utasításával ellentétben az ehhez szükséges pontonhidak Washingtonban voltak lerakva és senki sem vitte őket Fredricksburgbe időben, így Lee elzárhatta az átkelőhelyeket. Amikor december 11–12-én az uniós hadsereg végre felépítette a hídját, és ellenséges tűz alatt átkelt a hídon, utcai harcok bontakoztak ki a város területén. Az uniós csapatok felkészültek, hogy a várostól délre kiépített állásokat, valamint a várostól nyugatra fekvő, Marye's Heights nevű, megerősített magaslatot megtámadják.
December 13-án William B. Franklin vezérőrnagy „nagy hadosztálya” áttörte a „Kőfal” Jackson altábornagy dél felé eső állásainak első vonalát. Mivel a parancsnak megfelelően limitált erőkkel hajtotta végre a támadást, azt hívén, hogy művelete csak elterelő jellegű, támadó hadosztályait visszaverték. Burnside utasította Edwin V. Sumner és Joseph Hooker vezérőrnagyok nagy hadosztályait, hogy szemtől-szembe rohamozzák meg James Longstreet altábornagy Marye's Heights-i állásait. Ezeket a próbálkozások először még a déli áttörésről figyelmet elterelő jellegű támadástok voltak, de miután visszaverték, összetorlódott, vezetetlen és súlyos veszteségeket szenvedett egységek maradtak a csatamezőn. Felmerült, hogy Lee ellentámadásba fog átmenni és elsöpri maga elől ezt a tömeget, ezért Burnside további támadásokkal kötötte le a figyelmét. December 15-én Burnside visszavonta hadseregét, miáltal az Unió újabb hadjárata fúlt kudarcba a keleti hadszíntéren.

## Előzmények és Burnside stratégiai terve

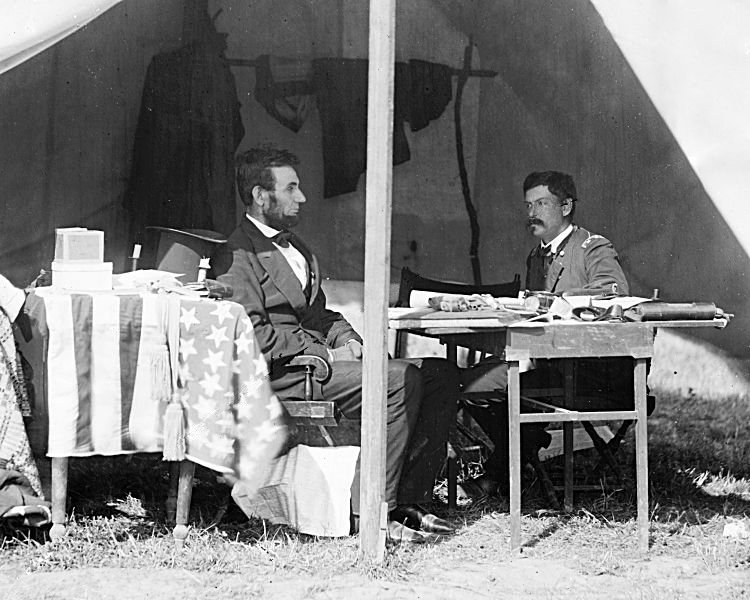
Lincoln McClellan sátrában az antietami csata után

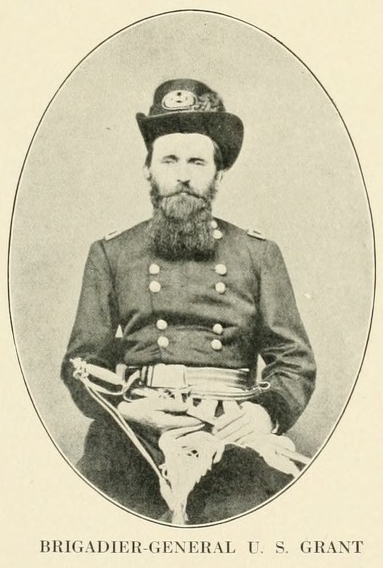
Ulysses S. Grant

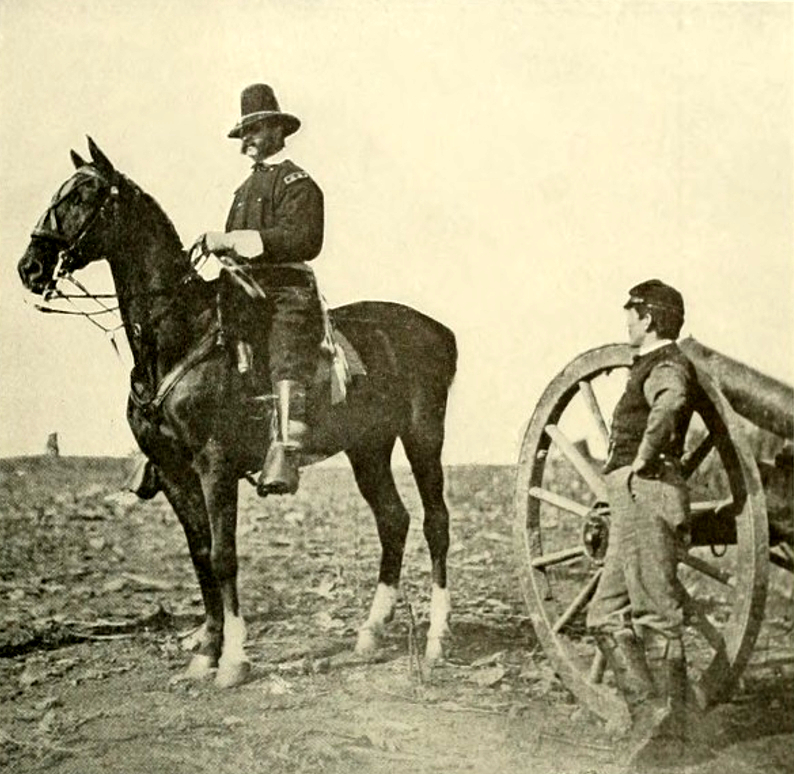
Ambrose E. Burnside, 1862

A Konföderáció 1862 nyári-őszi offenzívája katonailag ugyan kudarc volt, de az uniós közvéleményre az előrenyomulás nagy hatást gyakorolt. 1862. szeptember 22-én Abraham Lincoln, az Amerikai Egyesült Államok elnöke kibocsátotta az Emancipációs nyilatkozatot, amely azt a fenyegetést hordozta magában, hogy amennyiben a szakadár államok nem térnek vissza 1863. január 1-jéig az unióba, úgy megszünteti a rabszolgaságot. A tervezett lépés szakított volna az unió háború előtti státuszának visszaállításával és a déli országrész berendezkedését tövestül felforgatta volna. A célhoz azonban hiányzott egy olyan katonai siker, ami megerősítette volna a közvélemény bizalmát kormánya irányában és a győzelem reményét hordozza. Az ősz folyamán a Konföderáció egyik hadserege Kentucky visszafoglalását kísérelte meg (Perryville-i ütközet), a másik pedig a keleti hadszíntéren Maryland elfoglalását. Noha mindkét hadsereget visszaszorították, azok megőrizték harcképességüket. Lincoln sürgette Ulysses S. Grant vezérőrnagyot, hogy vonuljon Vicksburg, a fontos konföderációs csomópont ellen, továbbá felváltotta Don Carlos Buell vezérőrnagyot William S. Rosecrans vezérőrnaggyal a tennesseebeli hadsereg kezdeményezőbb hadviselése érdekében. Az 1862-es időközi választásokon a republikánus tábor súlyos vereséget szenvedett. Kongresszusi többségét alig megőrzive elvesztette New York és New Jersey kormányzói posztját. A választás után pár nappal, november 5-én leváltotta az óvatos George B. McClellan vezérőrnagyot a Potomac hadsereg éléről. McClellan visszaverte Robert E. Lee Maryland elleni invázióját az antietami csatában, de Lincolnnal állandó konfliktusban állt az utánpótlás kérdésében, és Lee hadseregének visszavonulásakor nem indult üldözésére, legalábbis nem a Lincolnnak megfelelő mértékben.
McClellan utódja, Ambrose E. Burnside vezérőrnagy, a IX. hadtest parancsnoka lett. Ezt megelőzően önálló parancsnokként működött sikeresen észak-karolinai művelete során, és McClellannel ellentétben, nem voltak nyilvánvaló politikai ambíciói. Burnside alkalmatlannak érezte magát a hadseregszintű parancsnoklásra, és tiltakozott a kinevezése ellen. Csak akkor fogadta el, amikor világossá vált előtte barátja, McClellan leváltásának elkerülhetetlensége, és hogy kinevezésének alternatívája Joseph Hooker vezérőrnagy kinevezése, akit Burnside ki nem állhatott és bizalmatlansággal kezelt. Burnside november 7-én kapta meg a parancsnokságot a Potomac hadsereg felett. Kinevezését kézhez kapva annak második bekezdése máris arról érdeklődött, hogy mik a tervei a hadsereggel.
A Lincoln és Henry W. Halleck, a szárazföldi erők rangidős tábornoka felől jövő nyomásra válaszul, Burnside prezentált egy megörökölt késő őszi offenzívát; erről Hallecket november 9-én értesítette. A McClellan által végrehajtani szándékozott terv gyors csapatmozgást és megtévesztő tevékenységet követelt. Burnside jól megfigyelhető módon erejét Warrenton közelében akarta koncentrálni, és cselből a Culpeper Court House, Orange Court House, vagy Gordonsville felé való mozgást szimulált volna. Ezután, gyorsan délkelet felé kanyarodva, átkelt volna a Rappahannock-folyón Fredericksburgnél, remélve, hogy Lee nem tudva kitalálni szándékát, továbbra is veszteg marad, s ezzel a Potomac hadsereg villámgyorsan Richmondba vonul a Fredericksburgből dél felé vezető vasút mentén. Burnside azért döntött e mellett, mert tartott attól, hogy ha Warrentontól egyenesen délre tart, kiteszi magát Jackson oldalról jövő támadásának, akinek a hadteste ekkor a Shenandoah-völgyben, Winchestertől délre tartózkodott. Ezen túlmenően az egy sínpárral rendelkező, keskeny nyomtávú Orange–Alexandria vasutat elégtelen áteresztőképességű utánpótlási vonalnak tartotta, mely nagyjából a fele utánpótlást tudja szállítani, mint amennyire szüksége volna.
Burnside-ot emellett az a terv is befolyásolta, melyet McClellan közvetlenül leváltása előtt kezdett meg felvázolni. Tudva, hogy Lee elzárta az említett vasutat, McClellan fontolóra vett egy Frendericksburgön át vezető útvonalat, és parancsot adott az Ulric Dahlgren százados-vezette kis létszámú lovascsapatnak, hogy derítse fel a Fredericksburg és Richmond közötti vasútvonalat. Dahlgren visszatérve informálta Burnside-ot, hogy Fredricksburg lényegében teljesen védtelen. Miközben Burnside megkezdte a Falmouth közelében levő ellátóbázis feltöltését, a Lincoln-adminisztráció hosszas vitát folytatott a tervéről. Lincoln déli irányú előrenyomulást akart az Orange–Alexandria vasút mentén és Lee hadseregének nyílt csatára való kényszerítését ahelyett, hogy minden konfrontáció nélkül egyenest Richmondot foglalják el. Az elnök akaratát odaadóan visszhangozó Halleck november 11-12-én a hadsereghez látogatott és magával vitte Herman Haupt U. S. katonai vasútfőnököt. A kibontakozó vitában Haupt egyértelműen Burnside mellett foglalt állást, az Orange-Alexandria vasút alkalmatlansága mellett érvelve. Az elnök november 14-én, vonakodva bár, de beleegyezését adta a fredricksburgi művelethez. Egyúttal azonban figyelmeztette Burnside-ot a lehető leggyorsabb ütemű előrenyomulás szükségességére, mivel erősen kételkedett abban, hogy Lee Burnside tervének megfelelően, válaszlépés nélkül hagyná az ellene kiforraltakat.

## A szembenálló felek ereje

### Jelentős uniós parancsnokok
Burnside hadseregét három, ún. „nagy hadosztály”-ba szervezte, amelyek gyalogsági hadtesteket, lovasságot és tüzérséget tartalmaztak, összesen 120 000 főt felölelve, amiből 114 000 fő vett részt az ütközetben.
- A jobbszárny nagy hadosztályát Edwin V. Sumner vezérőrnagy vezette. Ez Darius N. Couch vezérőrnagy II. hadtestéből és Orlando B. Willcox dandártábornok IX. hadtestéből állt, amelyhez Alfred Pleasonton dandártábornok lovashadosztályát csatolták.
- A középső nagy hadosztályt Joseph Hooker irányította. A III. hadtest (George Stoneman dandártábornok) és az V. hadtest (Daniel Butterfield dandártábornok) gyalogságát William W. Averell dandártábornok lovasdandárja egészítette ki.
- A balszárny nagy hadosztályát William B. Franklin parancsnoksága alá osztották. John F. Reynolds I., és William F. Smith vezérőrnagy VI. hadteste képezte a gyalogságot, melyhez George D. Bayard dandártábornok lovasdandárját rendelték hozzá.
- A tartalékot Franz Sigel vezérőrnagy XI. hadteste képezte, Fairfax Court House közelében. Henry W. Slocum vezérőrnagy XII. hadtestét Harpers Ferryből Dumfriesba rendelték, hogy december 9-én egyesítse erejét a tartalékkal, de egyikük sem vett részt az ütközetben.[8]
- Az uniós tüzérséget Henry J. Hunt vezérőrnagy irányította.

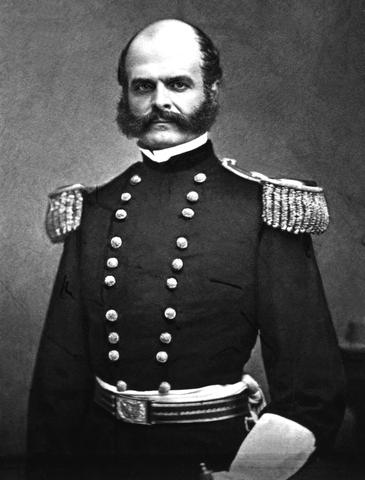
Ambrose E. Burnside vezérőrnagy
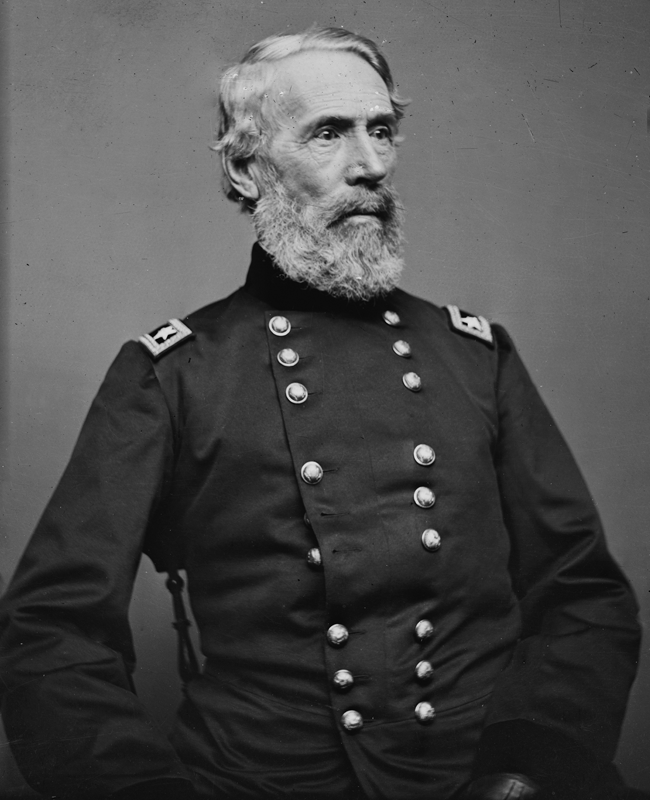
Edwin V. Sumner vezérőrnagy
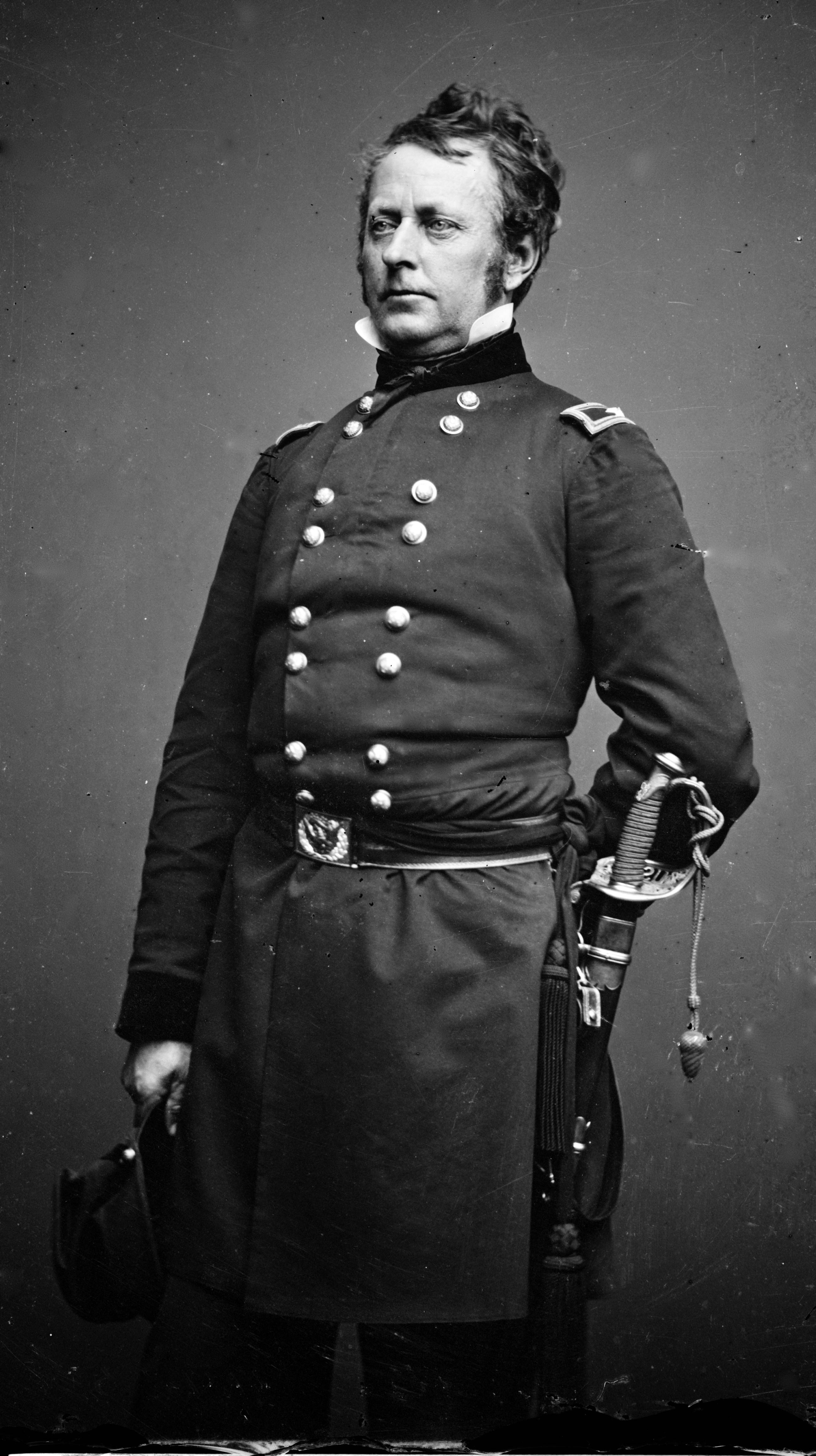
Joseph Hooker vezérőrnagy
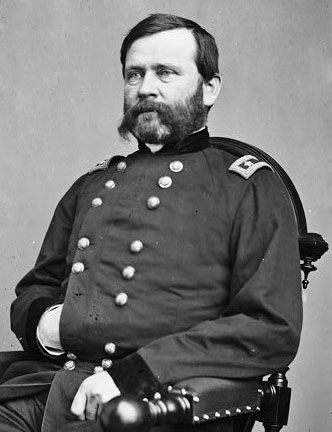
William B. Franklin vezérőrnagy
Franz Sigel vezérőrnagy
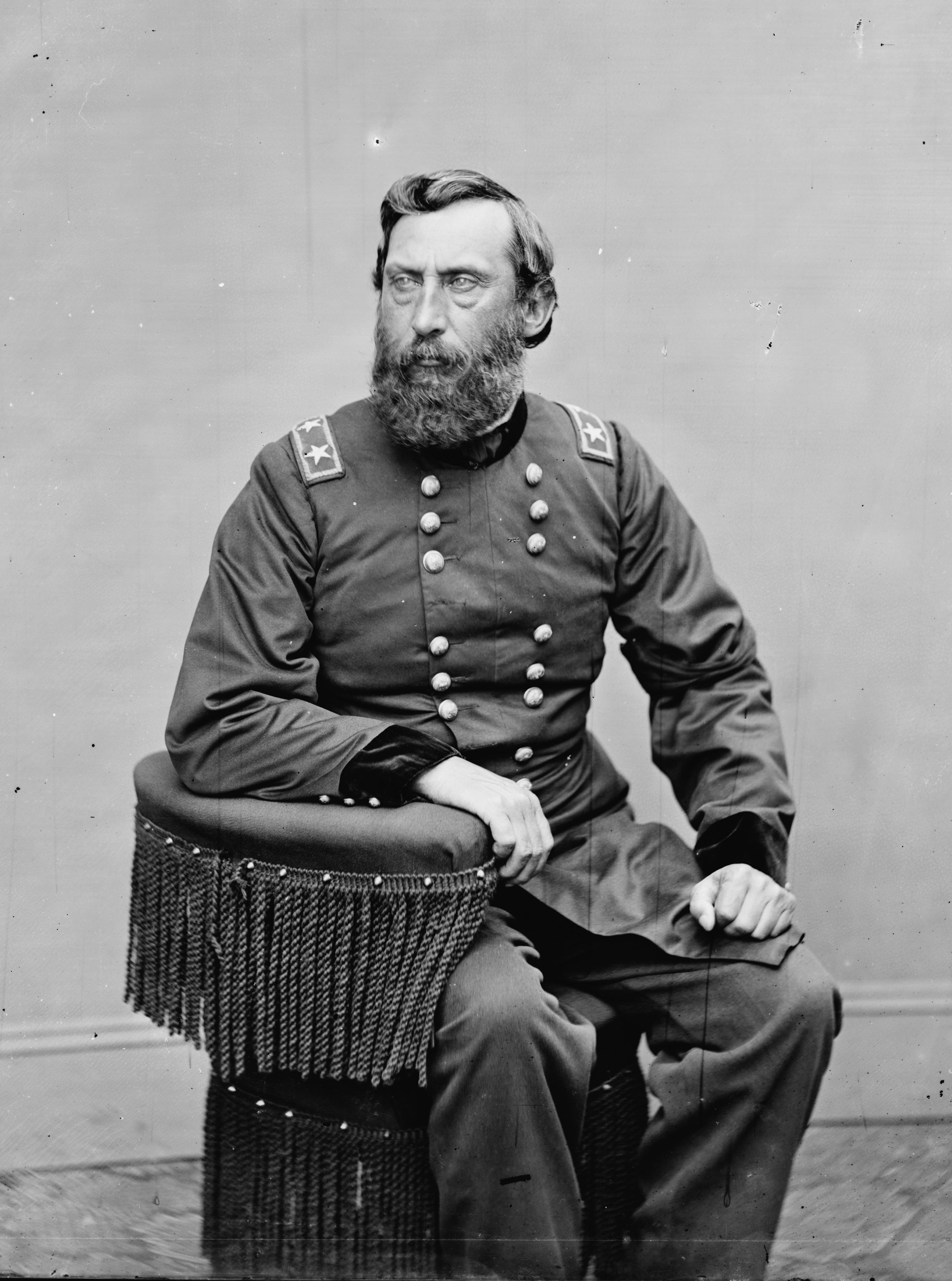
Henry J. Hunt vezérőrnagy

### Jelentős konföderációs parancsnokok
Robert E. Lee Észak-Virginiai Hadseregének 85 000 katonája volt, ebből 72 500 harcolt Fredericksburgnél. Hadseregének hadtestekre való osztását a Konföderáció Kongresszusa 1862. november 6-i határozatában hagyta jóvá.
- James Longstreet altábornagy vezette az I. hadtestet, melynek hadosztályai élén Lafayette McLaws, Richard H. Anderson, George E. Pickett, John Bell Hood vezérőrnagyok és Robert Ransom, Jr. dandártábornok álltak.
- A II. hadtestet Stonewall Jackson altábornagy. irányította, hadosztályparancsnokai pedig D. H. Hill, A. P. Hill vezérőrnagyok és Jubal Anderson Early, William B. Taliaferro dandártábornokok voltak.
- A tartalék tüzérséget William N. Pendleton dandártábornok parancsnokolta.
- A lovashadosztály J.E.B. Stuart vezérőrnagy irányítása alatt tevékenykedett.

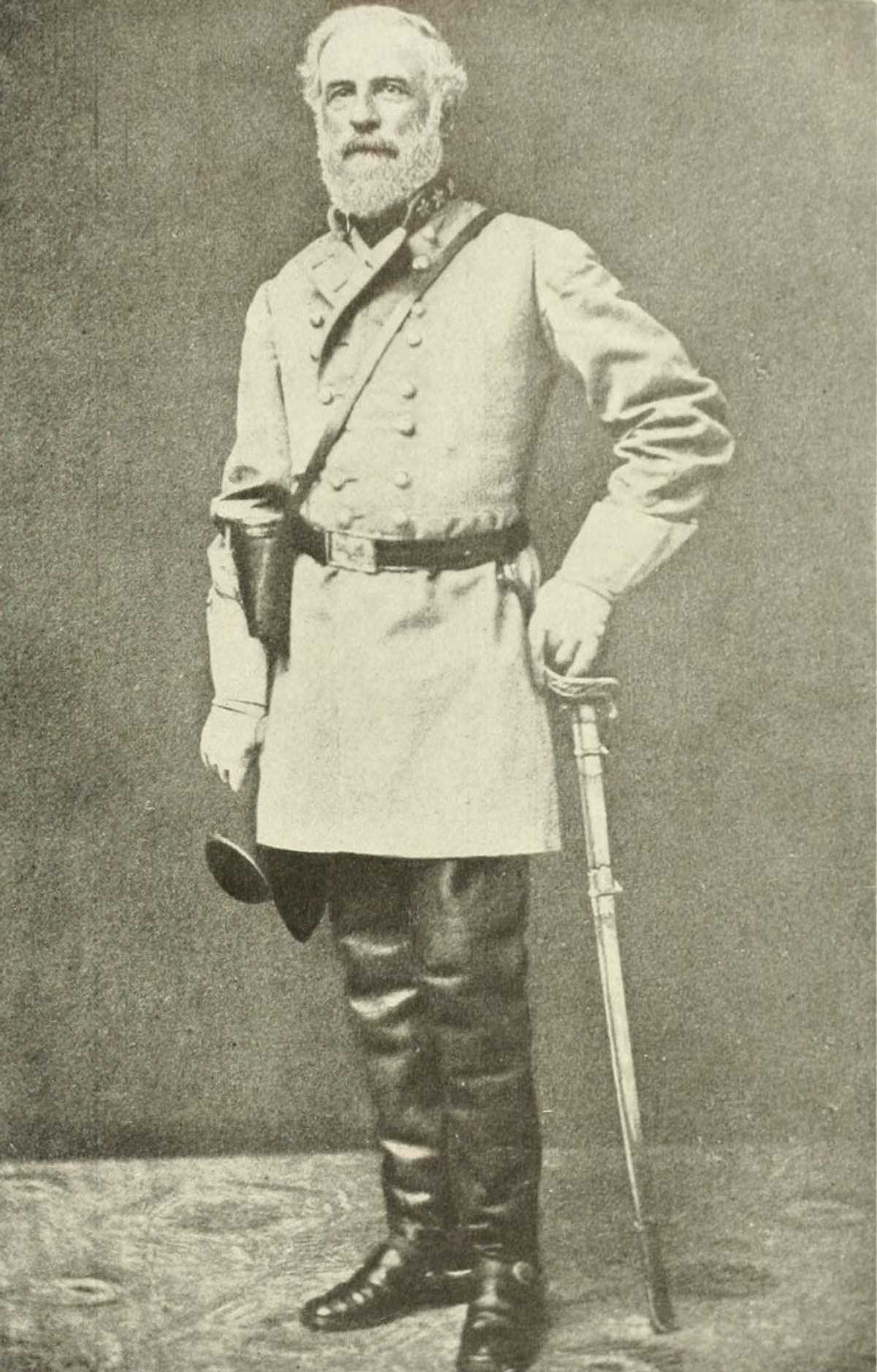
Robert E. Lee tábornagy
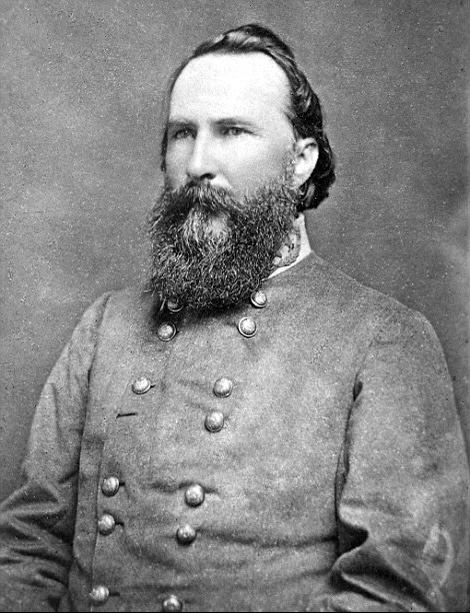
James Longstreet altábornagy
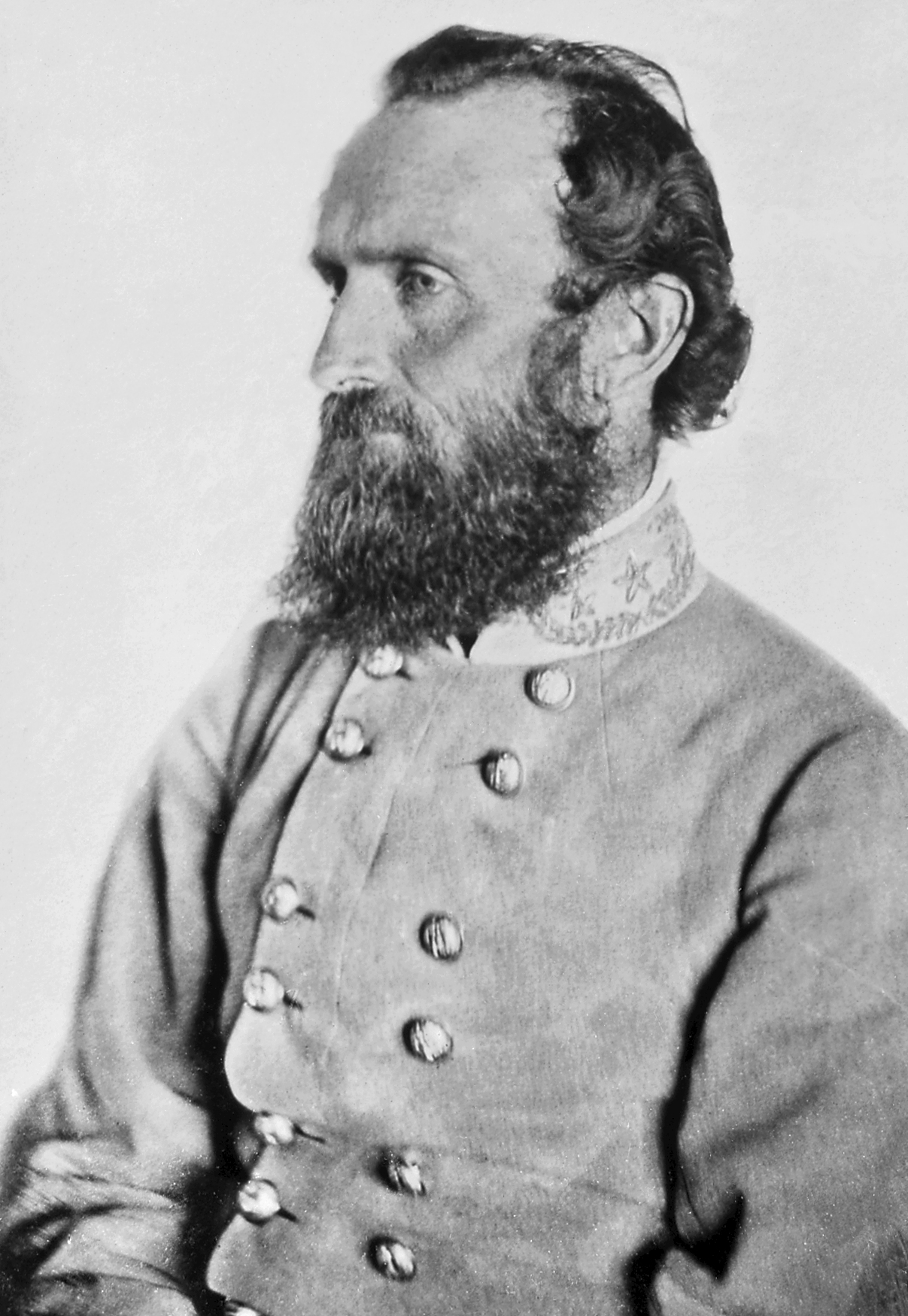
„Kőfal” Jackson altábornagy
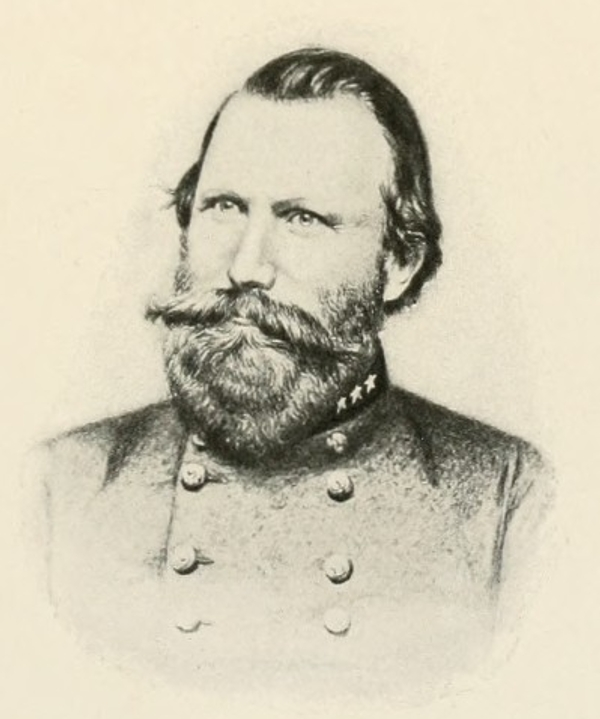
J.E.B. Stuart vezérőrnagy
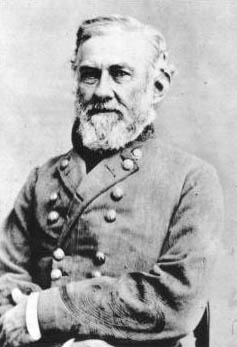
William N. Pendleton dandártábornok

A két hadsereg összlétszáma minden más polgárháborús ütközet létszámát meghaladta.

## Felvonulás az ütközet színterére

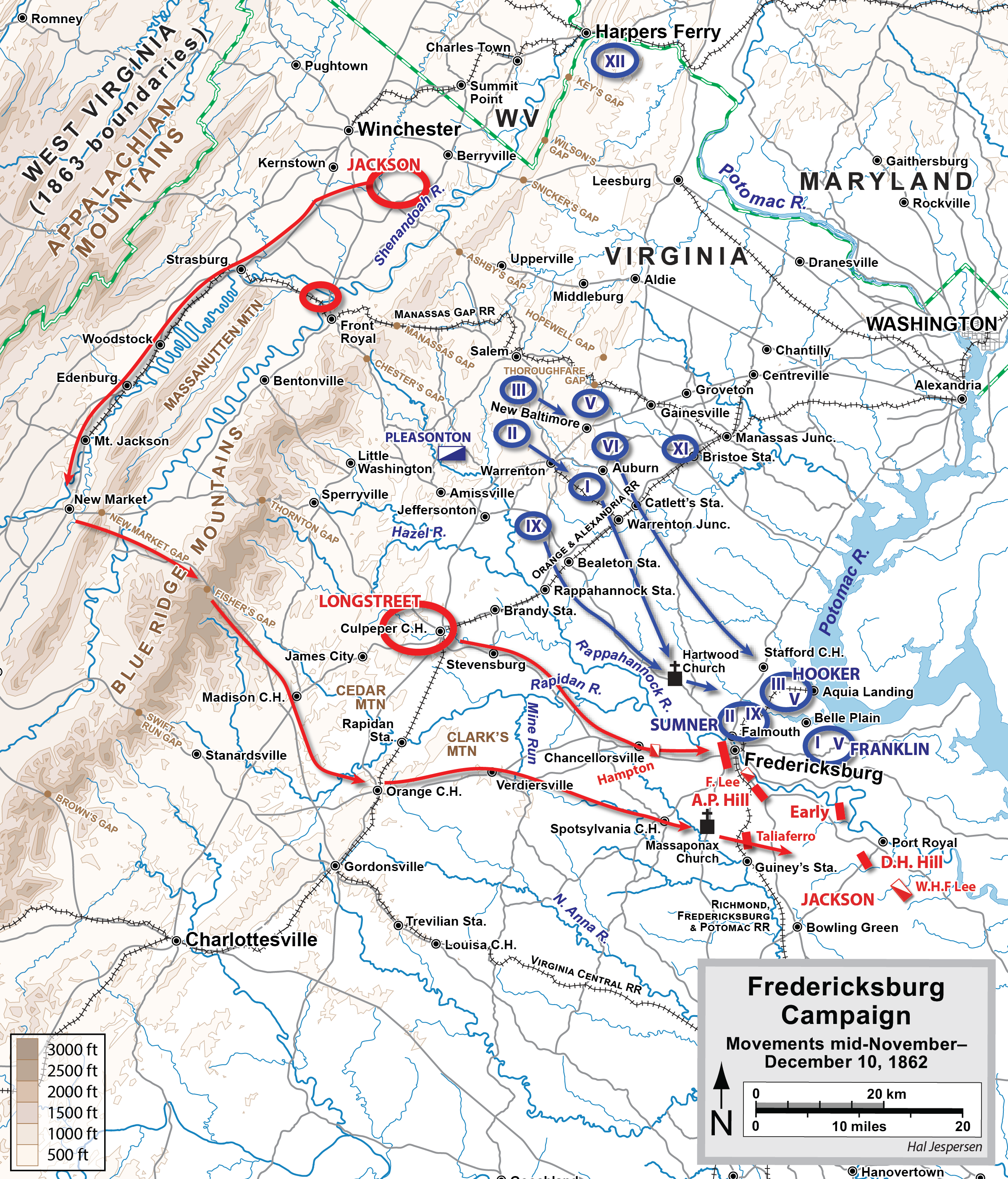
A hadjárat kezdeti csapatmozgásai
Konföderációs erők
Uniós erők

A Potomac hadsereg november 15-én kelt útra, első egységei november 17-én érkeztek meg Falmouthba. Burnside műveleti terve igen hamar összeomlott. Pontonhíd építésére alkalmas elemeket rendelt kiszállítani a frontra a Rappahannock-folyón való gyors átkelés érdekében, de adminisztratív hibák okozta késés miatt az elemek csak a csapatok után érkeztek meg. Edwin V. Sumner vezérőrnagy megérkezése után amellett kardoskodott, hogy azonnal keljenek át a folyón annyi egységgel, amennyijük már jelen volt, és zavarják szét a túlpartot őrző 500 déli katonát, majd foglalják el a várost ellenőrző nyugati magaslatokat. Burnside azonban aggódott, hogy az őszi esőktől a folyó felduzzad, és a gázló használhatatlanná válik, miáltal Sumner a túlparton rekedve magára marad és egységét felmorzsolhatják, ezért várakozást parancsolt, Falmouthban.
Lee kezdetben azt gyanította, hogy Burnside erejét kihasználva, át fog kelni a Rappahannockon, és Richmond védelme érdekében a Fredericksburgtől délre eső védelmi állásokat kell elfoglalnia a North Anna folyó mentén. De Burnside hadseregének lassú haladását látva, és Jefferson Davis konföderációs elnöknek, a Richmond közvetlen közelébe való visszavonulás miatt kifejezett nyugtalanságát érzékelve, minden rendelkezésére álló erőt Fredericksburgbe irányított. November 23-ig Longstreet összes hadosztálya megérkezett, melyeket Lee a Marye’s Heights nevű, nyugati magaslatokon helyezett el, a következőképpen: Anderson hadosztálya állt a balszélen, McLawsé közvetlenül a város mögött, tőle jobbra pedig Picketté és Hoodé. November 26-án Jacksonért küldött, de az már korábban megsejtve, milyen parancsot kap, november 22-én erőltetett menetben közeledett Winchesterből, napi több mint harminc kilométert megtéve. Hadteste november 29-én ért Lee főhadiszállására, hadosztályait Fredericksburgtől a Rappahannock mentén lefelé helyezték el, hogy Burnside átkelését megakadályozzák ezen a folyószakaszon. D.H. Hill hadosztálya kb. 30 kilométerre, Port Royalba ment, Early hadosztálya kb. 20 kilométerre Skinker’s Neckhez; A.P. Hillé Thomas Yerby „Belvoir” nevű házánál foglalt állást, a várostól úgy 10 km-re délkeletre, Taliaferroé pedig a Richmond–Fredericksburg vasútvonal mentén Guinea Station állomásnál helyezkedett el, kb. 6 kilométerre délre.
A hajók és a pontonépítő eszközök csak november 25-én érkeztek meg Falmouthba, ami megakadályozta a Potomac hadsereg zavartalan átkelését. Burnside előtt még mindig ott volt a lehetőség, mivel ekkor még csak Lee erőinek felével állt szemben, és az sem volt beásva. Ha gyorsan cselekedett volna, talán még az előtt legyőzhette volna Longstreet hadtestét, hogy Jacksoné megérkezett volna. Burnside azonban ezt nem használta ki, hanem megvárta, míg az összes hídépítéshez szükséges anyag – a hónap végén – megérkezett. Ekkorra az ellenség már teljes létszámban jelen volt, és Longstreet hadosztálya erős állásokat tudott kiépíteni.
Burnside eredetileg Fredericksburgtől keletre, Skinker’s Necknél akart átkelni, de az uniós folyami naszádok jelenléte miatt Lee a közelbe rendelte Early és D.H. Hill hadosztályát, s ezek mozgását az uniós léghajós őrszemek észlelték. Burnside jelentésükből arra a következtetésre jutott, hogy Lee megsejtette a tervét és a balszárnyáról elvont erőket küldte a folyón lefelé, ezáltal meggyengítve azt; ennek alapján elrendelte az átkelést közvetlenül Fredericksburgnél. December 9-én írta Hallecknek: „Azt hiszem most már jobban meglepjük az ellenséget a nyílegyenes átkeléssel, mint a folyó bármely más részén. … Meg vagyok arról győződve, hogy az ellenség zöme már Port Royalnél tömörül, Fredericksburgöt őrző balszárnyát pedig, reményeink szerint, kivetjük állásaiból.” Csapatainak létszámfölénye mellett Burnside azt is tudta, hogy erőit nem lehet hatásosan megtámadni, mert a Rappahannock bal partján 220 löveget helyeztek el a Stafford-magaslaton, ami megakadályozta volna Lee bármely nagyméretű ellentámadását.

## Az ütközet

### December 11–12., átkelés a Rappahannockon

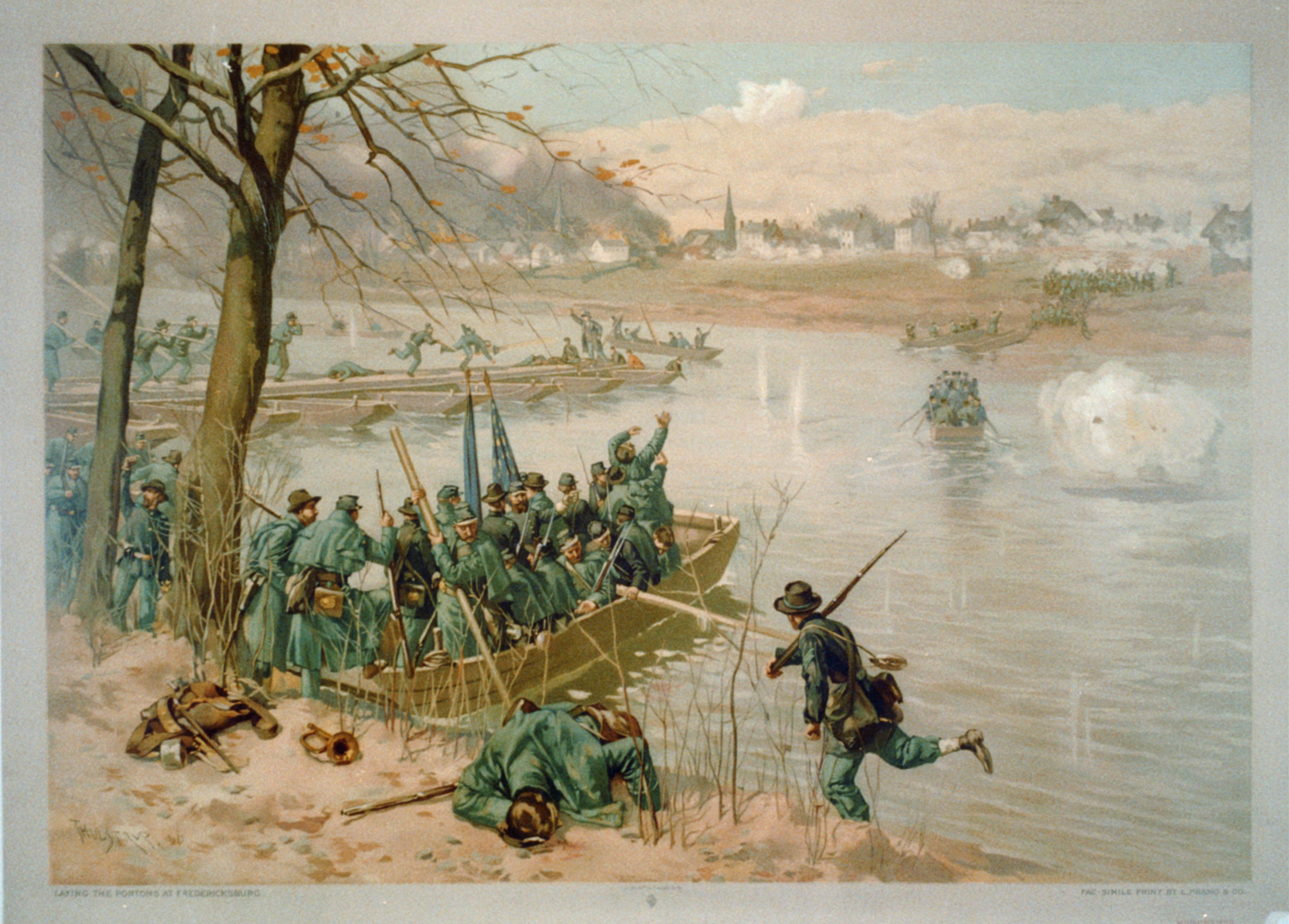
A pontonhíd építése

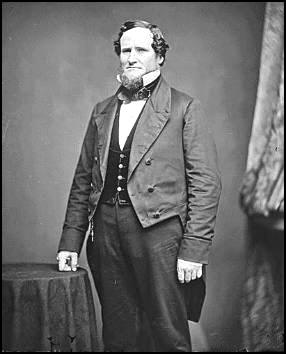
William Barksdale dandártábornok

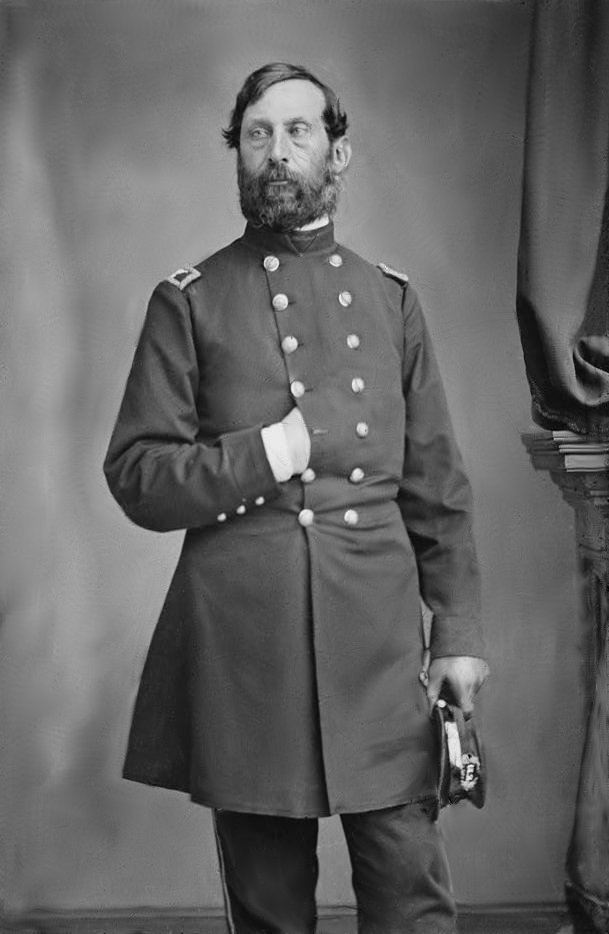
Henry J. Hunt dandártábornok

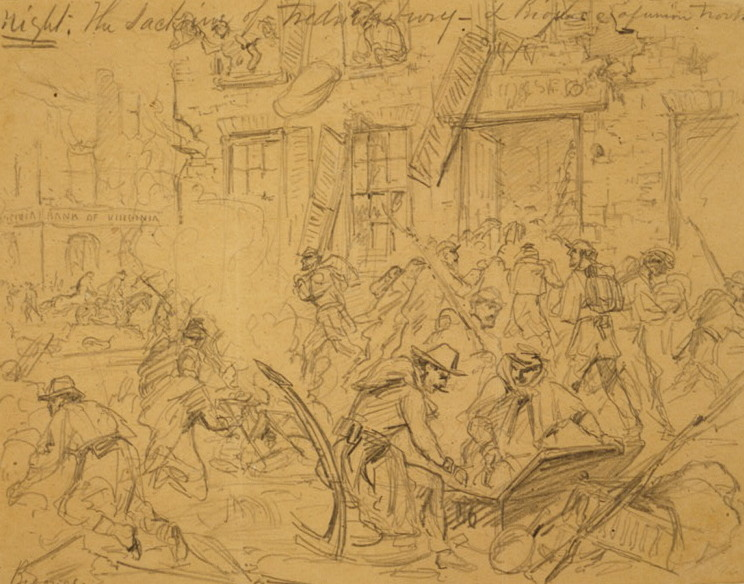
Rajz a fosztogatásról

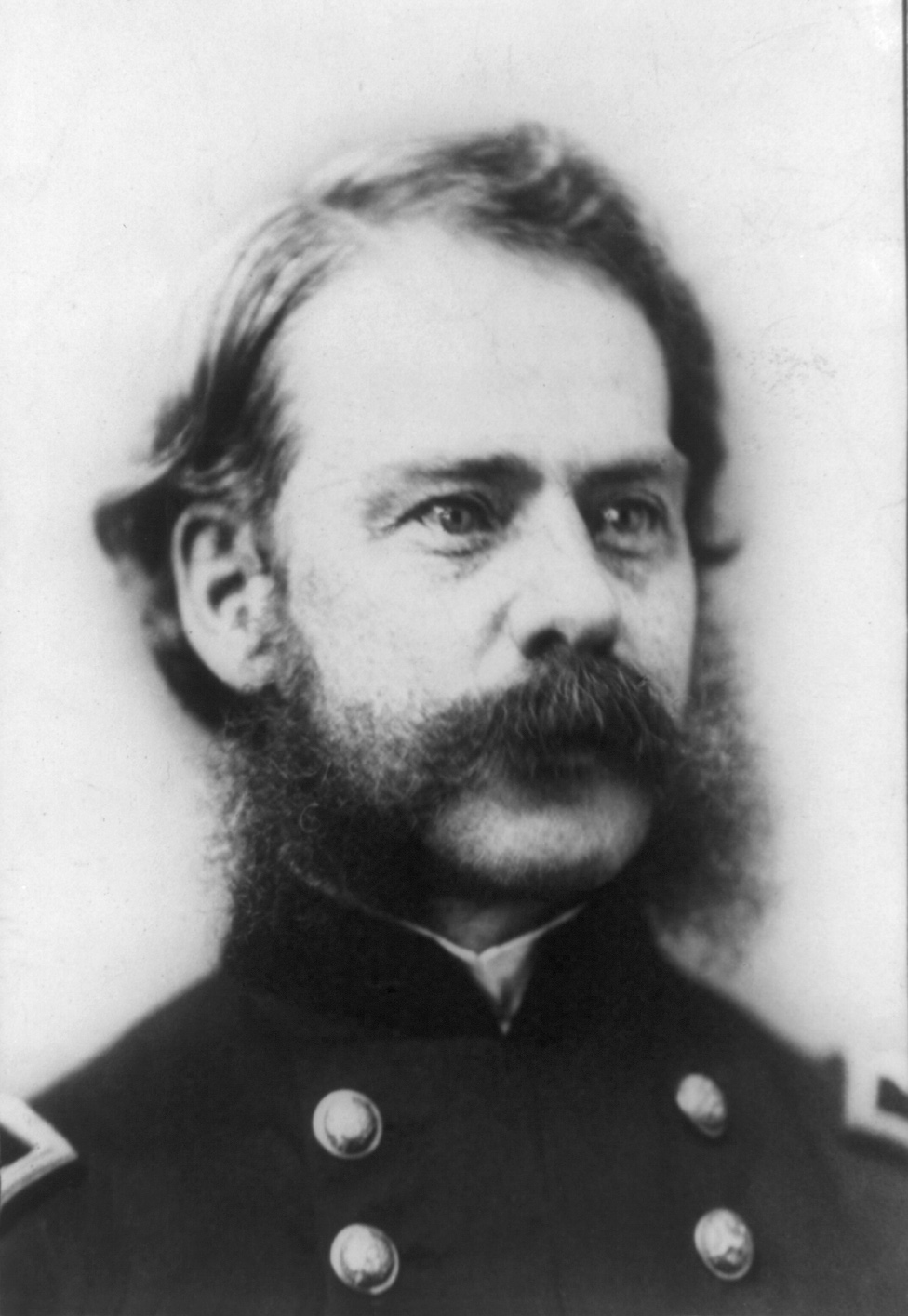
James Allen Hardie dandártábornok

Az uniós hadmérnökök hat pontonhíd építését kezdték meg december 11-én, a hajnalt megelőzve. Kettőt a városközponttal egyvonalban, a harmadikat a város déli végében, és másik hármat jóval délebbre, a Rappahannock és a Deep Run összefolyásának közelében. A hídépítő utászokra William Barksdale dandártábornok, a város védelmével megbízott csapatainak lövészei kezdtek tüzelni. A 150 uniós löveg válaszként adott tűzcsapása jórészt hatástalan maradt a jó fedezéket nyújtó házak miatt. Henry J. Hunt dandártábornok tüzérségi parancsnok meggyőzte Burnside-ot, hogy küldjön pontonhajókon gyalogságot a túlpartra, a hídfőállás biztosítására, és az ellenséges lövészek aktivitásának felszámolására. Norman J. Hall ezredes dandárja jelentkezett a megbízatásra. Burnside aggódni kezdett, Hallnak azt mondta a csapatok előtt, hogy „ez a nekibuzdulás a műveletben résztvevők legtöbbjének halálát fogja okozni”, azonban az erre háromszoros hurrázással válaszoló csapatok lelkesedése láttán mégis engedélyt adott. 15 órakor a tüzérség előkészítő tűzcsapást mért, majd a 135 michigani és massachusettsi önkéntes csónakokba ült. Sikeresen átkeltek és szétrajzottak a lövészek felkutatására. Néhányukat el is fogták, de a harc lényegében utcáról-utcára folyt, miközben az utászok befejezték a hidat. Sumner jobbszárnyi nagy hadosztálya délután 16.30-kor kezdte meg az átkelést, de a zöm 12-én ért csak át. Hooker középső nagy hadosztálya december 13-án kelt át az északi és déli hidak együttes használatával.
A város házról-házra történő elfoglalása és tüzérséggel való lövetése a háború első nagyobb utcai harca volt. Az uniós tüzérek több mint 5000 lövedéket zúdítottak a városra és a nyugati magaslatra. Estére négy dandár foglalta el a várost, és olyan kíméletlenül kirabolták, amire a háború folyamán még nem volt példa. Ez rendkívül feldühítette Lee-t, aki az ókori vandálok tevékenységéhez hasonlította a dúlást. A rombolás a jelentős részben helybéli, virginiaiakból álló konföderációs katonákat felbőszítette. Még az uniós oldalon is sokakat megdöbbentett a Fredericksburgben okozott kár. A civil veszteség szokatlanul alacsony maradt az amúgy tomboló erőszak közepette; George Rable szerint nem több mint négy civil halt meg.
A Franklin balszárnyi nagy hadosztályával történt események a délre eső folyótorkolatnál kevésbé voltak mozgalmasak. Mindkét hidat december 11-én délelőtt 11 órára elkészítették, és az öt ütegnyi tüzérség tevékenysége miatt az orvlövészek nem tudták hatásosan támadni a hídverőket. Franklin délután 4 órakor parancsot kapott az átkelésre, de mindössze egyetlen dandár ért át sötétedésig. Másnap hajnalban folytatták, és délután 1 órára minden egység átért a túlpartra. December 13-án kora reggel Jackson visszarendelte Jubal Early és D. H. Hill hadosztályait a folyó alsóbb szakaszairól.
December 12-én Burnside szóbeli útmutatásban vázolta fel az eljövendő támadást, melyet Franklin kellett megindítson Hooker támogatásával a déli oldalon, míg Sumner támadása magára vonta volna az északi részek figyelmét. Ezzel szemben 13-án kiadott utasításai homályosak voltak, és elbizonytalanították alárendeltjeit. December 12-én délután 5 órakor futólagos ellenőrzésre indult a déli szárnyhoz, ahol Franklin és beosztott parancsnokai erősködtek, hogy adjon pontosabb parancsokat a reggeli támadásra vonatkozóan, hogy legyen idejük kellően elhelyezni csapataikat az éj folyamán. Ezt azonban Burnside halogatta, és a parancs végül nem ért el az egész éjjel fennmaradó Franklinhez, csak valamikor reggel 7.15 és 7.45 között. Franklin már dühöngött, amikor végre megjött, kiderült, hogy a parancs nem olyan, amire számított. Ahelyett, hogy az egész nagy hadosztály kb. 60 000 katonájának egységes támadását írta volna elő, arról rendelkezett, hogy Franklin csapatai tartsák pozíciójukat és „legalább egy hadosztály” foglalja el a Prospect Hill magaslatát Hamilton's Crossing környékén, Sumner küldjön egy hadosztályt a városon keresztül fel a Telegraph Roadra, és mindkét szárny készüljön föl, hogy bevesse teljes erejét. Burnside Franklin értelmezésében azt remélte, hogy ezek a gyenge támadások megfélemlítik Lee-t, és az a visszavonulás mellett dönt. Az eredetileg az erőteljesebb támadás mellett kardoskodó Franklin rendkívül visszafogottan értelmezte Burnside parancsát és nem tekintette nagy hadosztályát a fő csapásmérő erőnek. Az utasításokat átadó James A. Hardie dandártábornok tisztázhatta volna a félreértést és értelmezhette volna Burnside szándékát, de Franklin dühöngése megfélemlítette, s csak arra összpontosított, hogy sehol ne legyen szem előtt. Burnside szándéka a térkép úthálózati pontatlansága miatt homályban maradt. Emellett a Burnside által használt ige, a „megszerezni” nem volt olyan erőteljes jelentésű a 19. századi katonai terminológiában, mint például az „elfoglalni” a magaslatokat kifejezés.

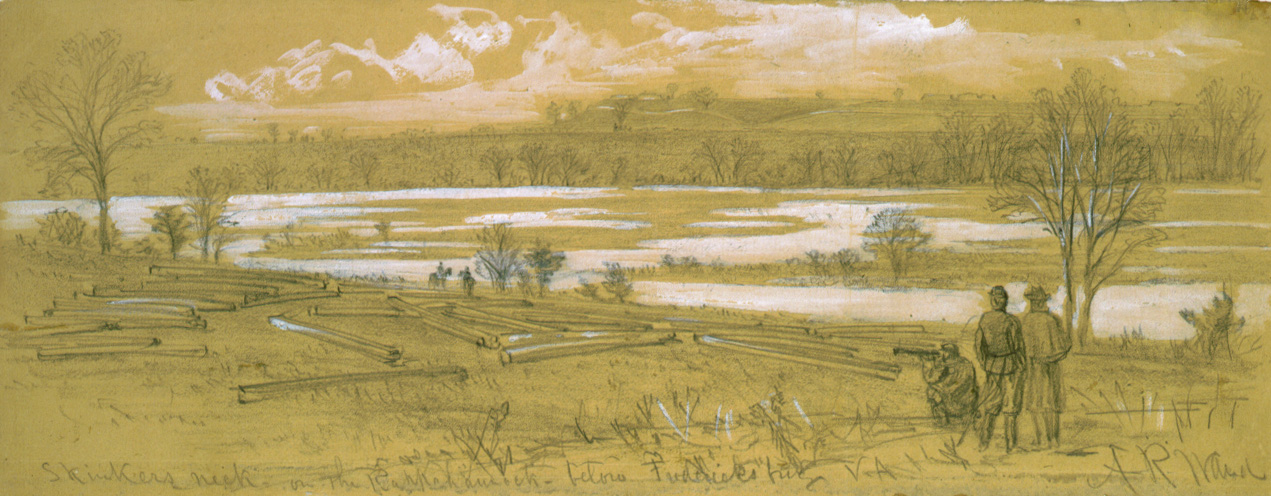
A Skinkers Neck a Rappanhannock mentén Fredericksburg alatt, 1862 – Alfred Waud rajza
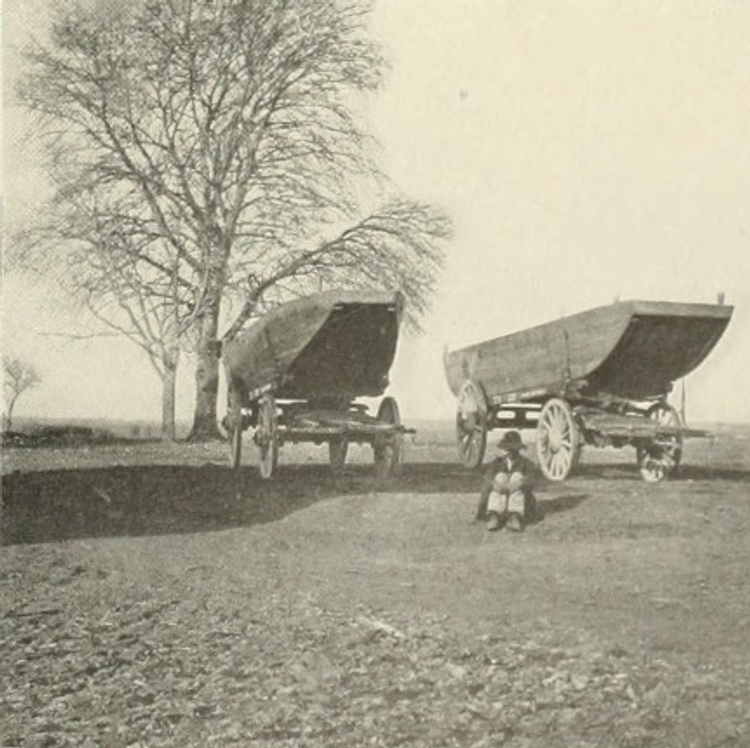
Az uniós pontonhíd darabjai összeszerelés előtt
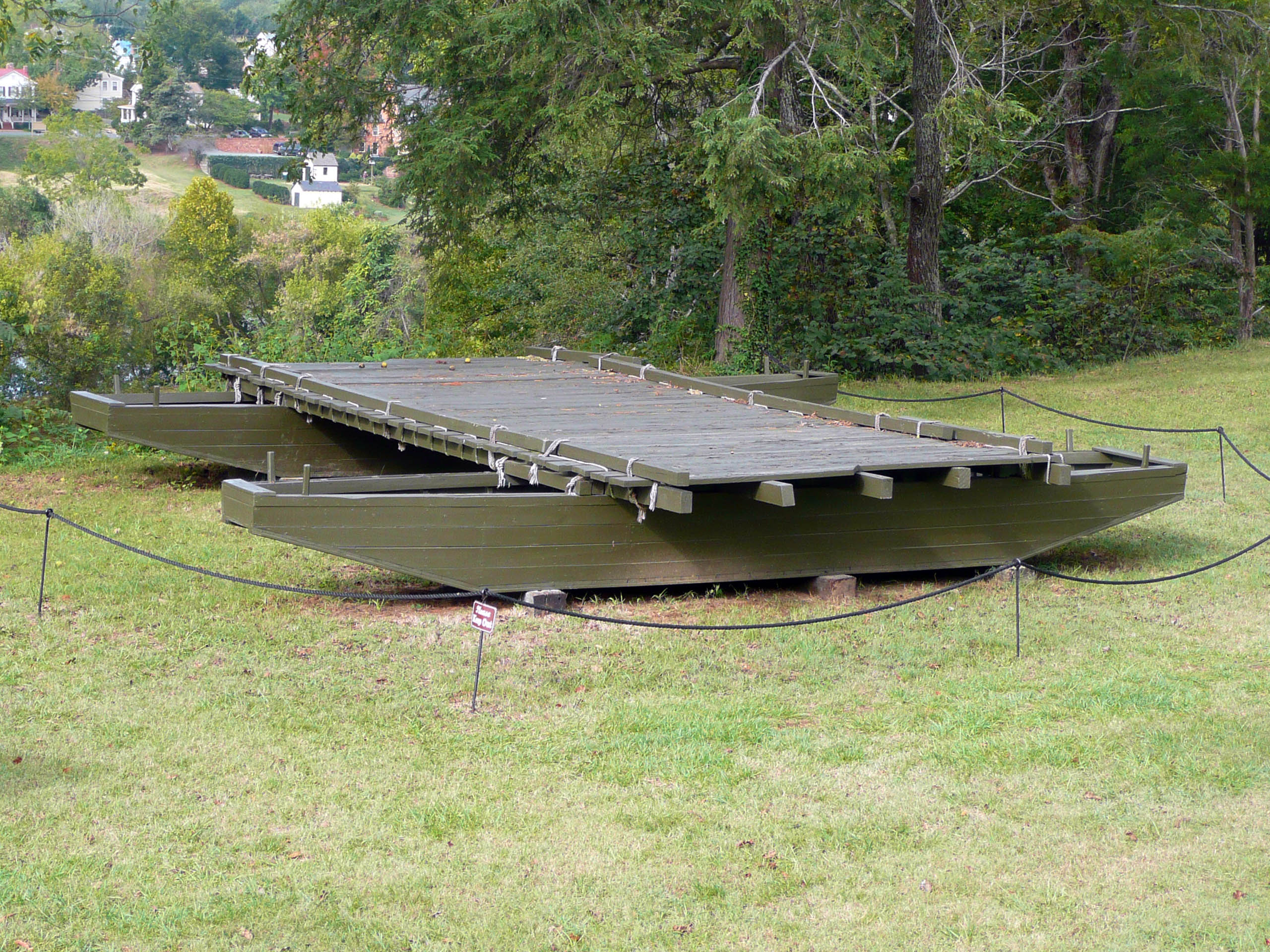
A Gods and Generals (Istenek és katonák) című filmben szereplő pontonhídmodell egy darabja
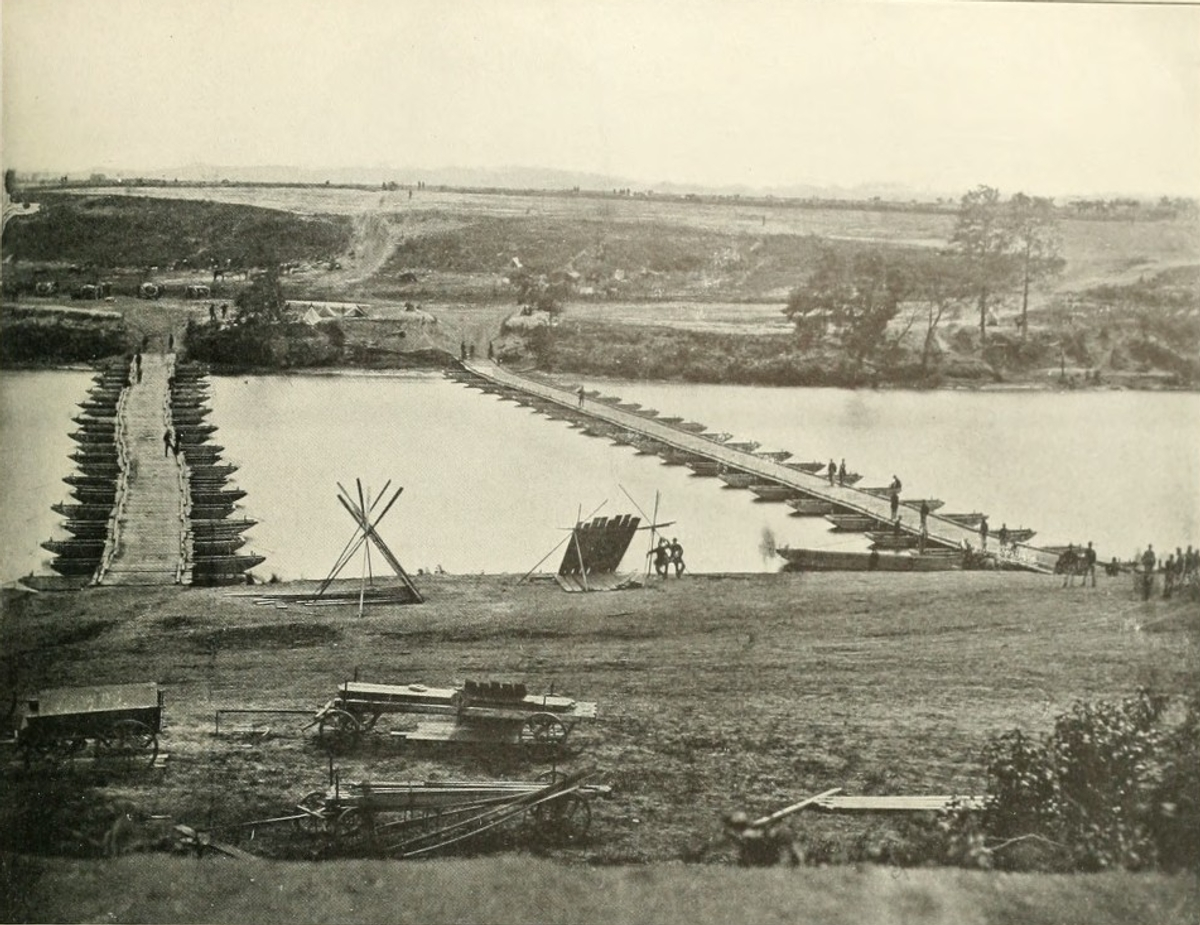
Pontonhíd Franklin átkelőhelyénél

### December 13., a várostól délre

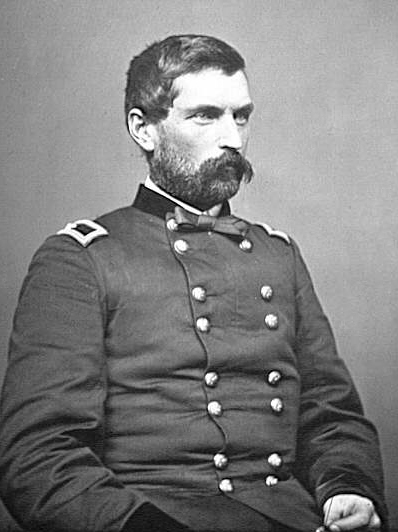
John Gibbon dandártábornok

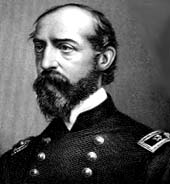
George G. Meade vezérőrnagy

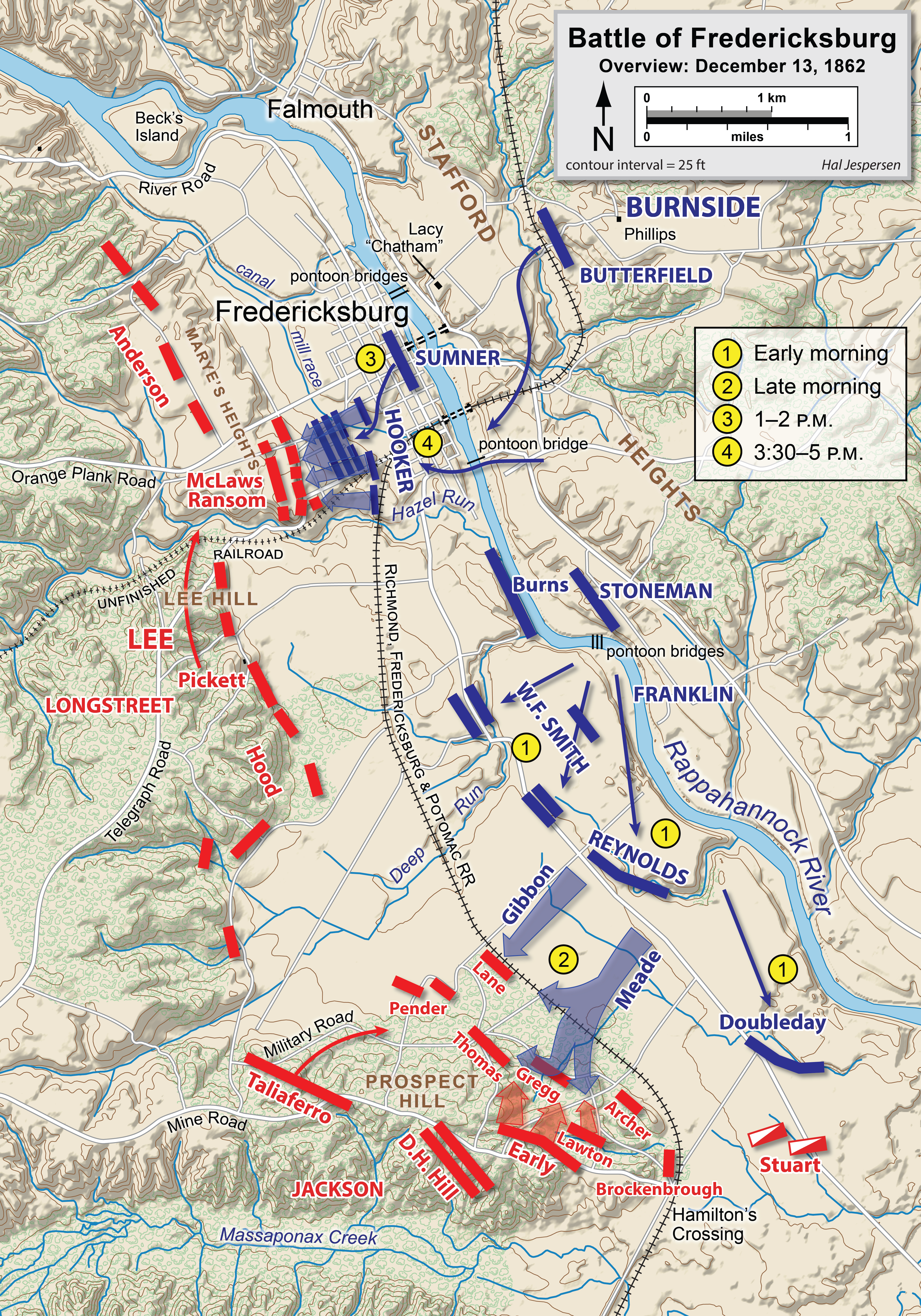
Áttekintés az ütközet 1862. december 13-i állásáról

December 13-án hideg és borús idő volt. Sűrű köd borult a talajszintre, és takarta el egymás elől a két hadsereget. Franklin kiválasztatta a támadó hadosztályt hadosztályparancsnokával, John F. Reynoldsszal, aki a rendelkezésére álló legkisebb, 4500 fős hadosztályt szemelte ki, melynek George G. Meade vezérőrnagy volt a parancsnoka, és John Gibbon dandártábornoknak megparancsolta, hogy hadosztálya támogassa Meade támadását. Abner Doubleday vezérőrnagy hadosztálya lett a tartalékuk, amely déli irányban állt fel, és a balszárnyat védelmezte a richmondi út és a folyó között. Meade csapatai 8.30-kor indultak el, Gibbon pedig követte őket. 10.30 környékén a köd szakadozni kezdett. A katonák kezdetben a folyóval párhuzamosan haladtak, majd jobbra fordultak, hogy elérjék a richmondi utat, ahol is a Virginiai Lovastüzérség oldalról érkező tűzébe kerültek. John Pelham őrnagy mindössze két löveg felett diszponált, és abból is hamarosan elveszített egyet az uniós tüzérség válaszlövései következtében. „Jeb” Stuart megüzente Pelhamnek, hogy ha szükségét érzi, visszavonulhat veszélyes állásából, mire azt a választ kapta, hogy Pelham tartani tudja a pozícióját. A Solomon Meredith dandártábornok vezette Vasdandár, amely Gibbon parancsnoksága alatt nyerte el nevét, megindult a konföderációs tüzérség ellen, és egy órával később Pelham, muníciója fogytán visszavonult. Lee végignézte a harcot, és a 24 éves Pelhamről szólva megjegyezte: „Dicső adagnyi bátorság szorult ebbe a fiatalemberbe.” Az őrnagy egységének esett áldozatul George D. Bayard lovassági dandártábornok, aki Franklin főhadiszállásának közelében kapott halálos sebet, miközben tartalékban várakozott. Jackson fő tüzérségi ütegei hallgattak a köd ideje alatt, de az uniós katonák hamarosan a Prospect Hillről kaptak közvetlen tüzet, öt lövegből, melyeket Reuben Lindsay Walker alezredes irányított. Meade támadása céljától kb. fél kilométerre majdnem két óra hosszára leragadt a tüzérség miatt.
Meade csapatai kb. 13 órakor előrenyomultak, mire az uniós ütegek beszüntették a tüzet. Jackson 35 000 katonája rejtve maradt annak a fás dombnak a gerince mögött, ahova Meade katonái igyekeztek felkapaszkodni. Bár a déli állások viszonylagosan erősek voltak, mégis hiba csúszott elhelyezésükbe. A. P. Hill hadosztályának vonalában egy háromszögletű erdős rész átlógott a vasút vonalán. Ez a kb. 500 méteres, sűrű aljnövényzettel benőtt, süppedős terep lyukként tátongott két déli dandár között, és csak Maxcy Gregg dandárja állt a nyílás mögött vagy 400 méterre. A résbe két uniós dandár hatolt be és jobbra, illetve balra fordulva oldalba támadták a déli egységeket. A kitáguló nyíláson újabb uniós dandárok áramlottak a magaslat teteje felé, majd beleszaladtak Gregg katonáiba. Ezek a konföderációsok eddig fegyvereket rakodtak, és az uniós tüzérség elől ugráltak fedezékbe, és nem számítottak rá, hogy támadás fogja érni őket, ezért sokuk megadta magát, vagy elesett az ellenség tüzében. Gregget annyira váratlanul érte a támadás, hogy először azt hitte, menekülő déli bajtársak közelegnek felé, és nem engedte, hogy emberei lőjenek rájuk. Gregg bátran járkált egysége első vonalában, és mivel részlegesen süket volt, nem hallotta a körülötte fütyülő lövedékek zaját. Pillanatokon belül gerinclövés terítette le, és két nappal később belehalt sebébe.
A déliek tartaléka, valamint Early és Taliaferro hadosztályainak egyes egységei a beszakadt vonal irányába támadtak, és erősítésüket látva a rés két szélén védekező dandárok is újra vonalba fejlődtek, és feltartóztatták az ellenséget. Emiatt a résbe betört uniós katonákat immár háromfelől lőtték, és nem tudtak ellenállni ennek a nyomásnak.
Meade jobbján Gibbon hadosztálya 13 óráig készülődött az előretöréshez. Nelson Taylor dandártábornok indítványozta, hogy szuronyrohammal támogassák Meade-et, de Gibbon tudtára adta, hogy ez az általa kapott parancsok megszegése lenne, így Taylor dandárja még fél órát várt, mielőtt megindult volna. Taylorék mögött Peter Lyle ezredes dandárja haladt. Ez a támadás nem talált magának rést a védőfalon, és fás fedezék sem volt a konföderációs tüzérség lövedékei elől, ezért a támadás előbb lelassult, majd teljesen elakadt, mielőtt a vasúti síneket elérte volna. Gibbon 13.45-kor bevetette a tartalékát is, Root ezredes dandárját, mely a másik két egység túlélői között áthaladva rontott a déliekre. Végül is pár uniós katona ténylegesen elérte a dombok gerincét, és kézitusába bocsátkozott a konföderációsokkal. A lőszertartalékok kimerültével ugyanis már puskatussal, szuronnyal, sőt feltűzött szuronnyal dárdaként elhajított puskákkal is folyt a küzdelem. Végső soron Meade és Gibbon hadosztályát egyaránt visszavetették eredeti állásaiba, súlyos veszteségek mellett. Az áttörés kiaknázása nem sikerült.

„Istenemre, Reynolds tábornok, ezek azt képzelték, hogy a hadosztályom egymaga kiveri innen Lee egész hadseregét?”

– George G. Meade vezérőrnagy John F. Reynolds vezérőrnagynak december 13-a délutánján

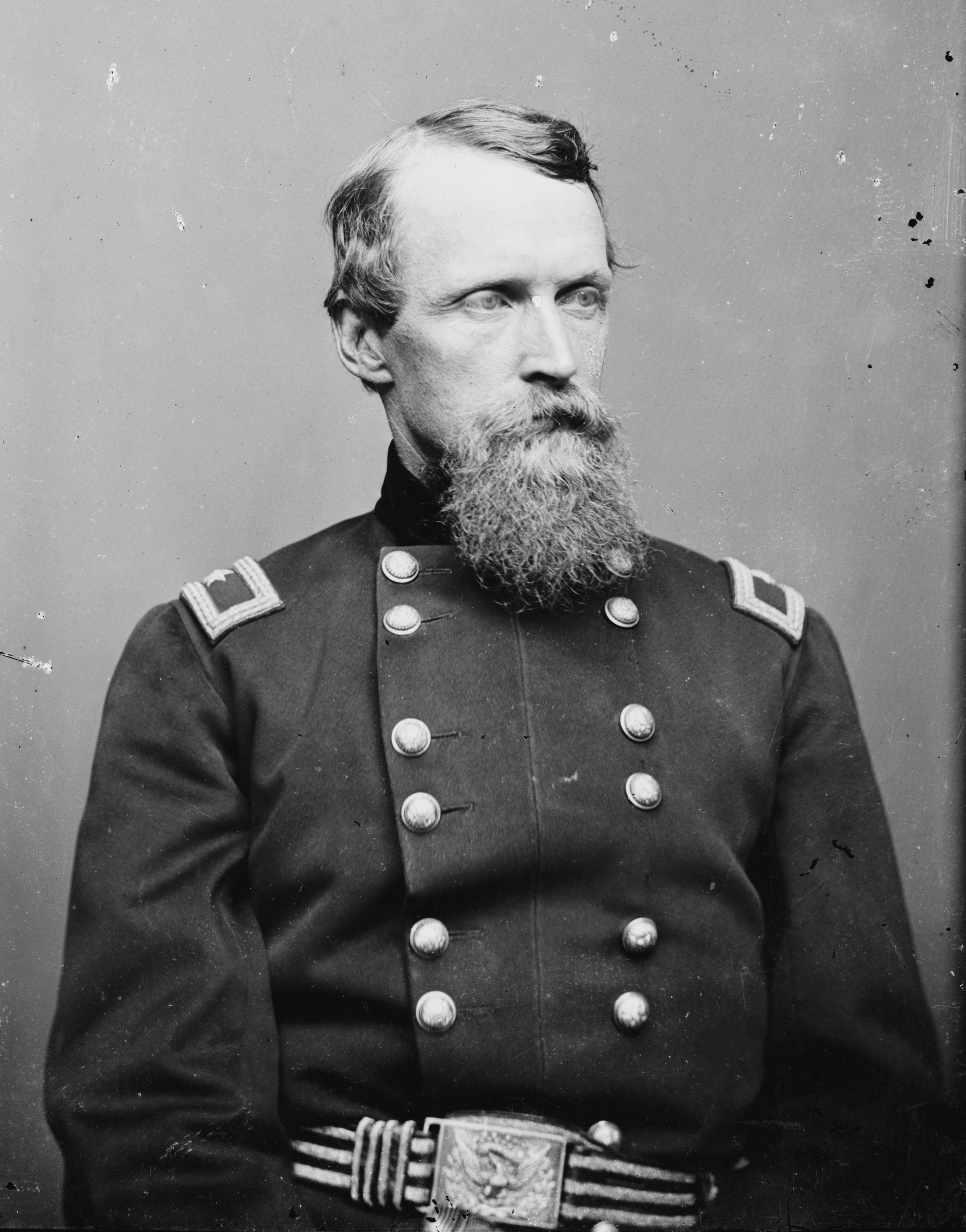
David B. Birney dandártábornok

Daniel E. Sickles dandártábornok

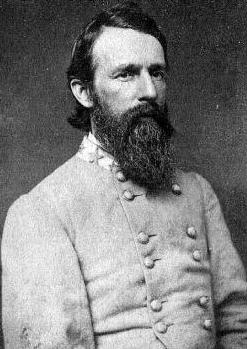
Abner Doubleday dandártábornok

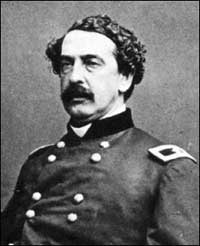
Daniel E. Sickles dandártábornok

Az összecsapást követően Meade panaszt tett, hogy Gibbon tisztjei késlekedve támadtak, de dühe főként David B. Birney dandártábornokra irányult, akinek a III. hadtestbe tartozó hadosztályát szintén Meade támogatására jelölték ki. Birney azzal védekezett, hogy katonái súlyos tüzérségi csapásokba kerültek felfejlődés közben, amúgy sem volt tisztában Meade támadásának fontosságával, és Reynolds nem is parancsolta előre a hadosztályát. Mikor Meade hátravágtatott, hogy Birney-t kérdőre vonja, olyan trágárságok özönét zúdította rá, hogy a törzsben szolgáló egyik hadnagy szavai szerint „még a kövek is majdnem meghasadtak”. Elérte, hogy saját felelősségére Birney-t előreparancsolja, de még hetekig háborgott az eset miatt, főként hogy eddigre már túl késő volt mindenféle további támadó művelet végrehajtására.
Early hadosztályának ellentámadását Edmund N. Atkinson ezredes georgiai dandárja vezette, ami maga után vonzotta Robert Hoke ezredes, James J. Archer dandártábornok, és John M. Brockenbrough ezredes katonáit is. Ezek együttesen kirontottak a vasúti árokból, és kiverték Meade katonáit az erdőből, melyből nagy összevisszaságban zajló menekülés lett, Gibbon katonáival szorosan a nyomukban. Early parancsa úgy szólt, hogy csak a sínekig üldözzék az ellenséget, de a pillanat hevében a katonák a nyílt mezőre nyomultak a régi richmondi út vonaláig. Ott az uniós tüzérség hatótávjába kerültek, és Birney késve előrenyomuló első dandárjának katonáiba ütköztek, melyek felbukkanása megmentette a menekülőket a folyóba szorítástól. Minden további konföderációs előrenyomulásnak véget vetett a III. hadtest Daniel E. Sickles dandártábornok vezette hadosztályának felbukkanása a jobb oldalon. Burnside, akinek figyelmét ez idő tájt a Marye’s Heights ellen indított támadás kötötte le, megdöbbenve értesült, hogy balszárnyán nem sikerült a kijelölt célokat elérni. Parancsot küldött Franklinnek, hogy haladjon „egyenesen előre és jobbfelé”, de minden további könyörgés ellenére Franklin nem volt hajlandó támadni, mondván, hogy már minden erejét bevetette. Ez nem volt igaz, noha a tartalékban tartott teljes VI. hadtest és Abner Doubleday dandártábornok hadosztálya az I. hadtestből a jórészt mozdulatlanul töltött nap folyamán elenyésző mértékű veszteségeket szenvedett a tüzérség csapásaitól.
Még jó, hogy a háború ilyen iszonyú, mert túlságosan rákapnánk az ízére.
A konföderációs katonák visszahúzódtak a várostól délre eső dombok védelmébe. Jackson egy újabb ellentámadást fontolgatott, de az uniós tüzérség és a beálló sötétség hatására lemondott róla. A váratlan uniós áttörés előnyét Franklin elvesztegette, amikor nem mélyítette el Meade sikerét a tartalékban álló kb. 20 000 katonával. Sem Franklin, sem Reynolds nem avatkozott az ütközetbe, és beosztottjaik számára elérhetetlenek voltak bizonyos kritikus pillanatokban. Franklin veszteségei kb. 5000 főre rúgtak, míg Jacksoné 3400-ra volt tehető. Kisméretű összecsapások és tüzérségi párbaj búcsúztatta a világosságot, de újabb nagyméretű támadásra nem került sor, miáltal az ütközet súlypontja északra került, a Marye’s Heights dombjaira.

### December 13., Marye’s Heights

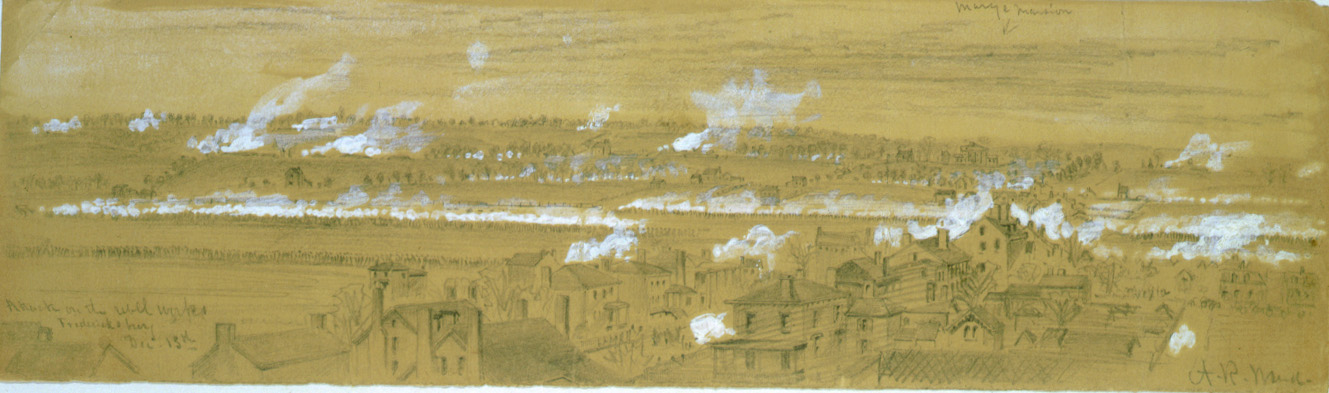
Támadás a Rebel Works ellen, Alfred Waud rajza, 1862

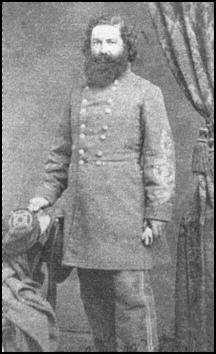
Lafayette McLaws vezérőrnagy

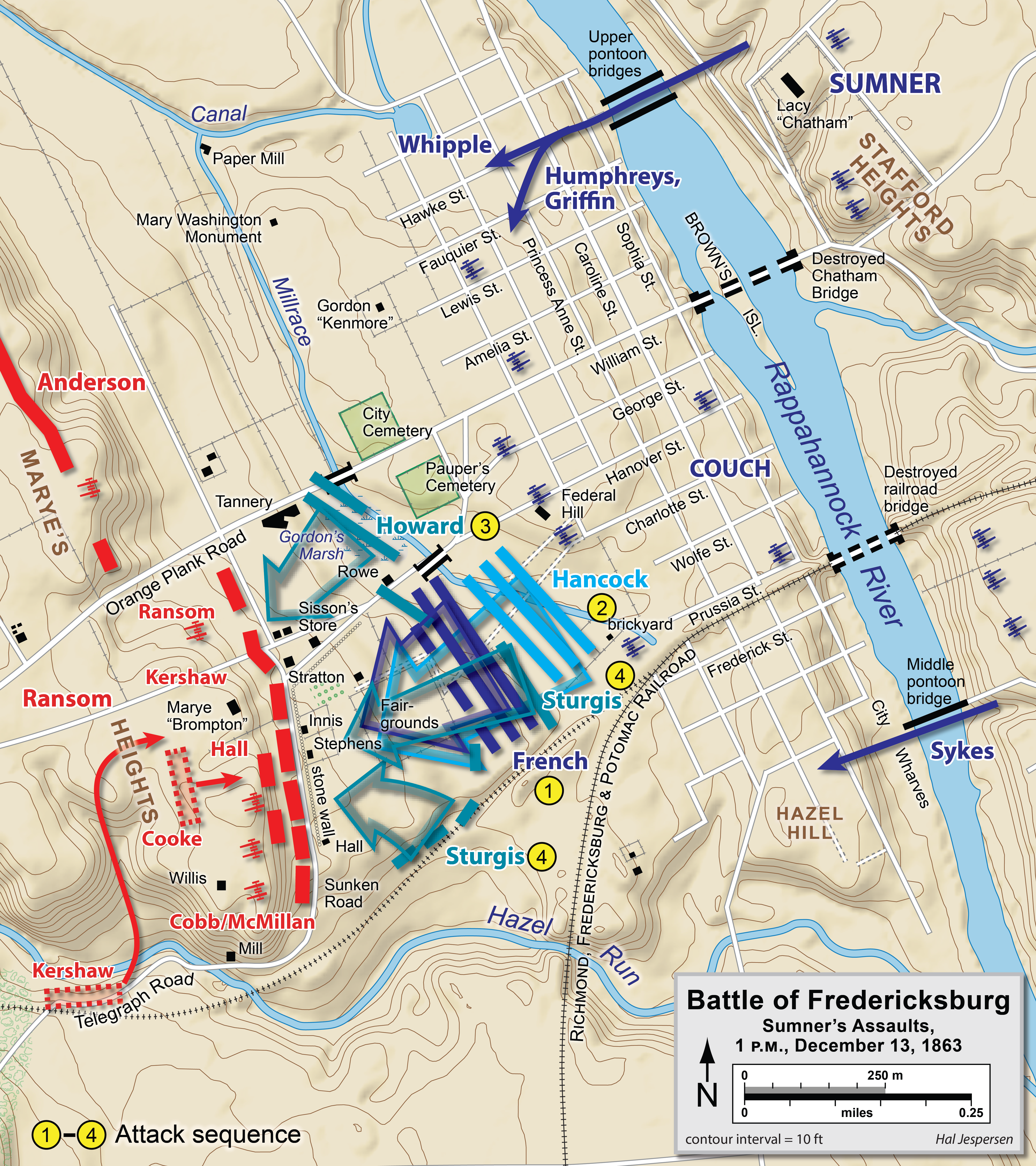
Sumner támadása, december 13., 13h. Az uniós hadosztályok támadásának sorrendje French (II. hadtest), Hancock (II.), Howard (II.), and Sturgis (IX.).

A csatatér északi felén William H. French dandártábornok hadosztálya támadáshoz készülődve az ellenséges tüzérség bombázásába került, mellyel a ködbe burkolt Fredericksburg környékét szórták meg. Burnside azt a parancsot adta Sumnernek, a jobbszárny nagy hadosztálya parancsnokának, hogy „egy vagy több hadosztály” odaküldésével vegye birtokba a várostól nyugatra eső magaslatokat, feltételezve, hogy a délebbre eső állások ellen indított támadás lesz a művelet súlypontja. Jobbára nyílt terepen át vezetett az út oda, melyet időnként lerombolt házak, kerítések és kertek szakítottak meg, megtörvén az előrenyomuló csapatok arcvonalát. A várostól nyugatra kb. 300 méterre csatorna húzódott, mely fölött három keskeny híd vezetett át. Az átkeléshez a támadóknak oszlopokba kellett rendeződniük. Kb. egy kilométerre a várostól nyugatra emelkedett a Marye’s Heights nevű alacsonyabb domb, 15–20 méterre magasodva a környező terep fölé. (Noha általában Marye’s Heights (Marye magaslat) néven lett ismert, a magaslat több meredély által szabdalt együttesből állt, melynek dombjai északról délre nézve a Taylor’s Hill, Stansbury Hill, Marye’s Hill és Willis Hill névre hallgattak.) A Marye’s Hill és a Willis Hill gerincének közelében keskeny út vezetett egy hasadékban – ez volt a Telegraph Road, melyet az ütközet alatt Sunken Road-ként emlegettek. Ezt egy 120 cm-es kőfal szegélyezte, melyet helyenként gerendatámaszték és más mesterséges akadály erősített meg kitűnő gyalogsági fedezékké téve. Lafayette McLaws vezérőrnagy kezdetben 2000 katonát állított a Marye’s Heights vonalára és további 7000 várakozott tartalékban a gerincen és a domb mögött. A nagyszámú tüzérségi löveg szinte mindenhova fedező tüzet tudott adni az alatta levő terepen. Edward Porter Alexander alezredes tüzérségi parancsnok biztosította Longstreetet: „Tábornok úr, úgy befogtuk azt a terepet, hogy apróra át tudjuk fésülni. Egy csirke nem marad élve azon a mezőn, amikor tüzet nyitunk.”
A városra boruló köd reggel 10 óra körül kezdett szakadozni, és ekkor Sumner támadást parancsolt, 11 órai kezdettel. French hadosztályának Nathan Kimball dandártábornok vezette dandárja délben indult meg. Lassan haladtak előre a pergőtűzben, oszlopokba rendeződve átkeltek a csatornán, visszaalakították az arcvonalat, és feltűzték a szuronyt egy sekély árok védelmében. Tökéletesen rendezett sorokban nekiindultak a sáros kaptatónak, míg a kőfal mögül jövő sortüzek le nem kaszálták őket, kb. 125 méterre az ellenség soraitól. Néhányan elértek 40 méterre, de a súlyos veszteségek miatt a túlélők földre vetették magukat. Kimball súlyos sebet kapott a roham során, dandárja elvesztette létszámának negyedét. Ezután John W. Andrews és Oliver H. Palmer ezredesek dandárjai következtek; ők majdnem embereik felével fizettek a kísérletért.

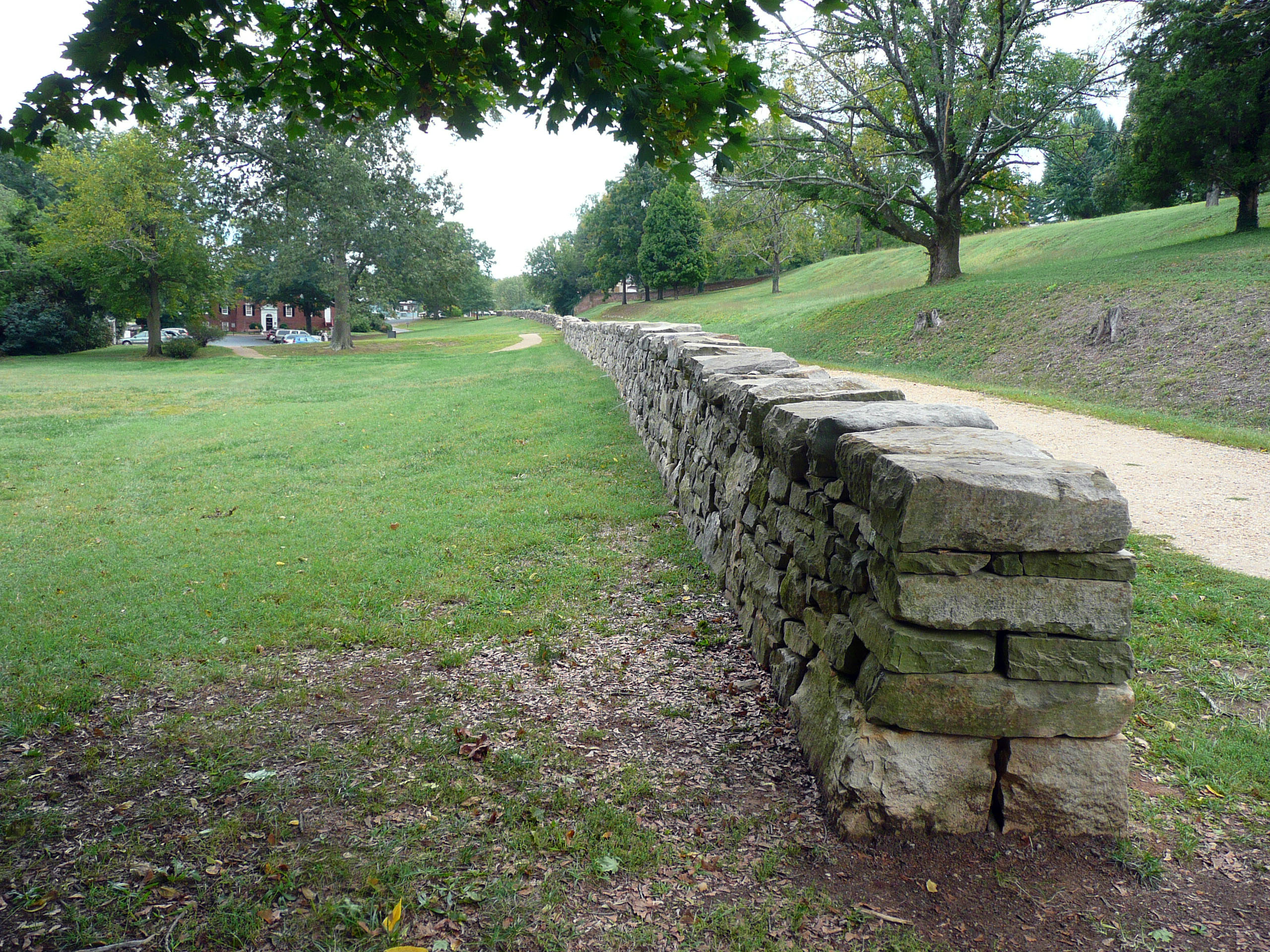
A Sunken Road Marye’s Heightsnál 2010-ben. Körülbelül 3000 konföderációs lövész sorakozott a kőfal mögött nagyjából 1 km hosszan, és további 3000 állt hátrébb, a lejtő tetején a tüzérséggel karöltve.

Sumner utasítása Winfield S. Hancock hadosztályát küldte French támogatására, melyből Samuel K. Zook ezredes dandárja követte Palmerét, hasonló sorsra jutva. A következő Thomas F. Meagher dandártábornok ír dandárja volt. Az ő támadásukat a szintén ír Robert McMillan ezredes georgiai katonái fojtották vérbe. A zöld ezredzászlót meglátó egyik déli katona azt kiáltotta: „Ó istenem, micsoda kár! Itt jönnek Meagher legényei.” McMillan azonban leintette: „Csak adjatok nekik, fiúk! Adjatok! Rajta!” Hancock utolsó dandárját John C. Caldwell dandártábornok vezette. Nelson A. Miles ezredes azzal állt eléje, hogy a katonákat lelassítja az alakzatban való menetelés, a lövés, az újratöltéshez való megállás, és ezért könnyű célpontot nyújtanak; a legjobb lenne tehát kizárólag szuronyt szegezve lerohanni az állásokat. Caldwell elutasította az indítványt. Milest torkon lőtték a faltól 30–40 méterre, ahol emberei ugyanúgy leragadtak, mint az előttük odaérők. Caldwellt két lövés is érte.
A II. hadtest parancsnoka, Darius N. Couch vezérőrnagy megdöbbent két hadosztályának röpke egy óra alatt történt lemészárlása láttán. Mileshoz hasonlóan felismerte, hogy a taktika csődöt mondott. Először szuronyrohamot fontolgatott a védők legyűrésére, de az első vonalainak szemrevételezése közben megállapította, hogy French és Hancock hadosztálya nincs abban az állapotban, hogy támadhasson. Utolsó hadosztályát jobbról akarta a déli állások mögé juttatni, de French és Hancock segítségkéréseire, végül beküldte Oliver O. Howard vezérőrnagy csapatait ugyanott, az elesett társak testén keresztül. A IX. hadtest Samuel Sturgis dandártábornok hadosztályát küldte rohamra. Sturgis mattrészeg volt, egyik dandárának a vezetője poharazott vele, a másik harcias szónoklatot tartott, majd senki nem látta többé a roham során. Kétórányi elkeseredett harc után négy uniós hadosztály vallott kudarcot ott, ahova Burnside eredeti parancsa mindössze egyre bízta volna a feladatot. A veszteségek súlyosak voltak: a II. hadtest 4114 főt, Sturgis hadosztálya 1011 embert vesztett.
Az ellenség megtorpanását Longstreet kihasználta, és immár négy vonalnyi lövész sorakozott a kőfal mögött. Thomas R. R. Cobb dandártábornok halálos sebet kapott egy orvlövész találatától, és Joseph B. Kershaw dandártábornoknak kellett helyére lépnie. Lee aggodalmát fejezte ki Longstreetnek a vonalai előtt tömegesen felbukkanó ellenséges csapatok látták, de azt választ kapta: „Tábornagy úr, ha Ön a Potomac túloldalán élő minden embert odarak arra a mezőre és azok ugyanígy közelítenek, én, amennyiben ad elég lőszert hozzá mindahányukkal végezni fogok mielőtt elérnék az állásaimat.”

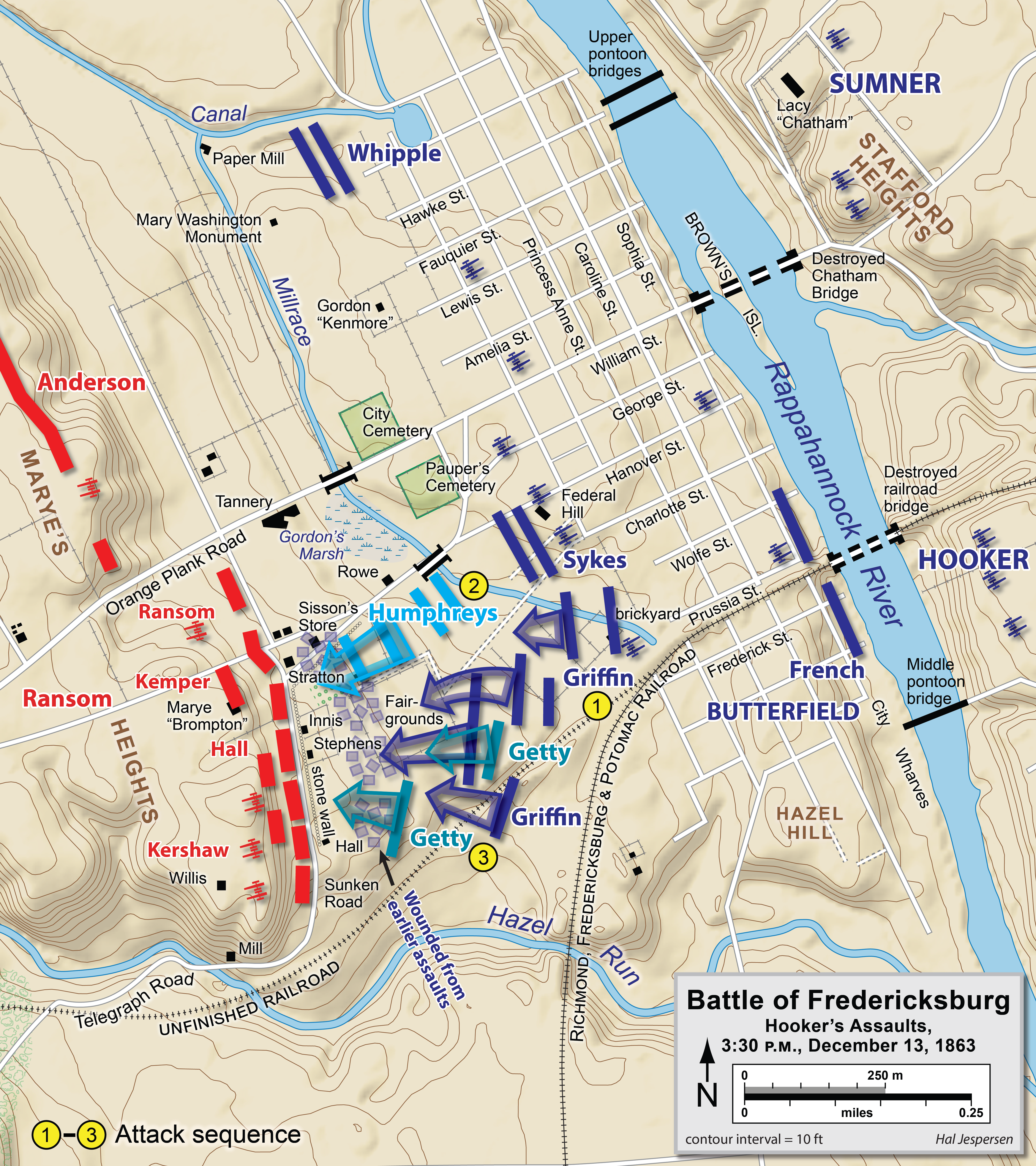
Hooker támadása 11.30-kor. A támadó hadosztályok sorrendje Griffin (V. hadtest), Humphreys (V. hadtest), és Getty (IX. hadtest).

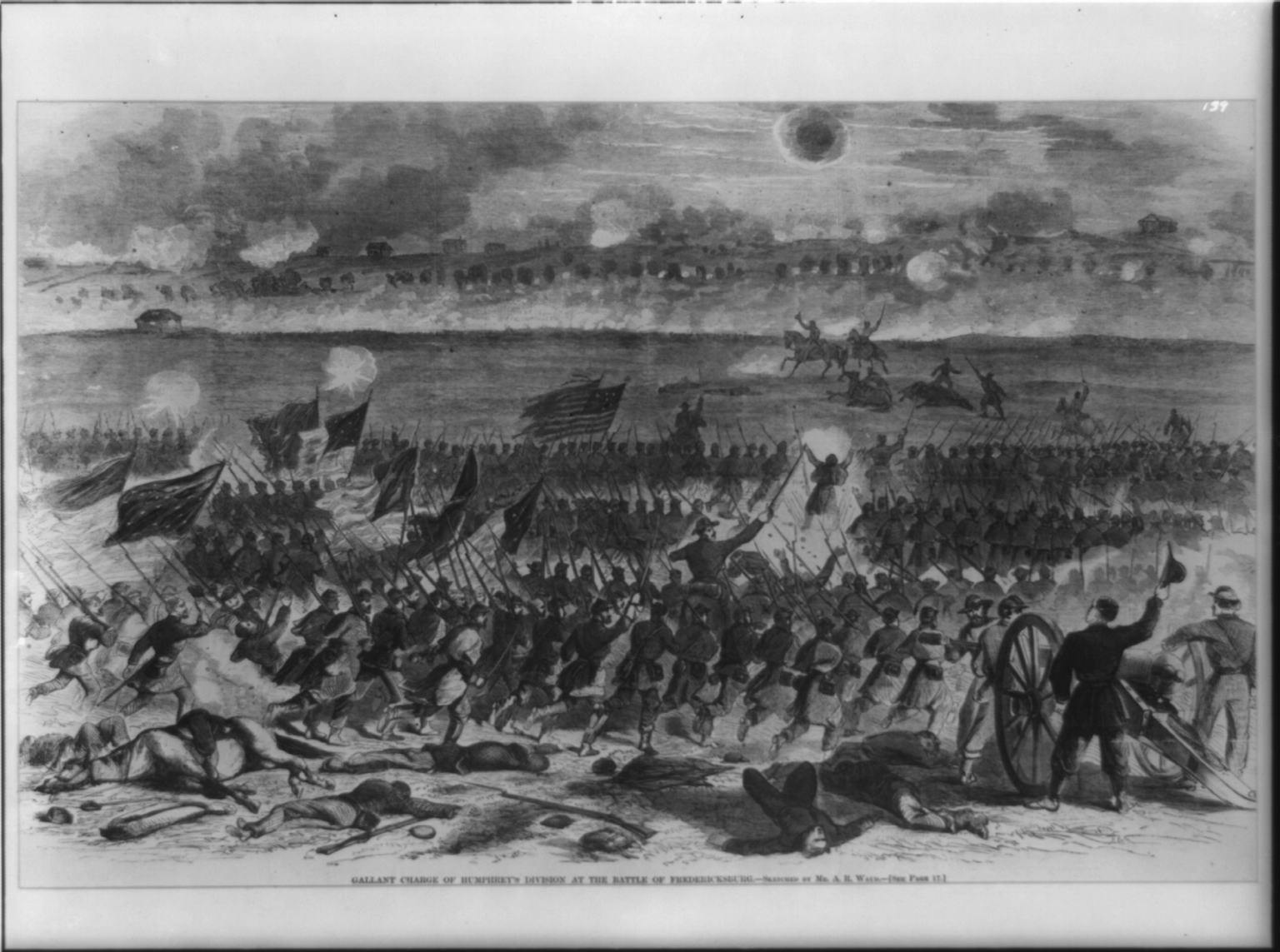
Humphrey támadásának rajza

Délutánra tehát Burnside egyik szárnyon sem tudott haladást felmutatni, de az újabb módszerek kiötlése helyett a súlyos veszteségek láttán is ragaszkodott a változatlan helyen való támadáshoz. Parancsot adott Franklinnek, hogy újítsa fel a támadást a balszárnyon (melyet az figyelmen kívül hagyott), Hooker középső nagy hadosztályának pedig átkelést parancsolt a Rappahannockon és Fredericksburgön keresztül a Marye’s Heights elleni támadáshoz kellett csatlakoznia. Hooker személyes felderítésre indult (amit sem Burnside, sem Sumner nem tett meg; mindketten a folyó bal partján maradtak), majd Burnside főhadiszállására visszatérve a támadás elvetését tanácsolta.
Daniel Butterfield dandártábornok Hooker V. hadtestének parancsnoka mialatt Hooker Burnside-dal tanácskozott, elküldte Charles Griffin dandártábornok hadosztályát Sturgis katonáinak felmentésére. A konföderációs oldalon Pickett hadosztálya és John Bell Hood egyik dandárja települt át a Marye’s Heights védelmére. Griffin három dandárjával szintén egyenként nekiment a déli állásoknak. A Sturgis állapota miatt aggódó Couch hat rhode island-i löveget küldött a déliek vonalától 150 méterre. Ők sem tudtak azonban Sturgisnek jelentékeny tűzfedezetet biztosítani, mert ki voltak téve a puskatűznek.
Hancock hadosztályának egyik katonája a déli állásokban látott mozgást jelentett, mire páran azt kezdték hinni, hogy visszavonulnak. A dolog valószínűtlensége ellenére az V. hadtest Andrew A. Humphreys vezette hadosztálya támadási parancsot kapott a helyzet kihasználására. Humphreys lóháton vezette az első dandárt, miközben csapatai elesettek és földön hasalók, meg számtalan felerősített szurony és kilőtt puska között lépkedtek. A szanaszét heverők némelyike belekapaszkodott a katonák lábába és azért rimánkodott, hogy ne menjenek tovább, ami kavarodást okozott a sorokban. A rohamot 50 méterre a kőfaltól lekaszálta a puskatűz. George Sykes dandártábornok hadosztálya Humphryes visszavonulásának fedezésére kapott parancsot, de saját maga is kereszttűzbe került és leragadt.
16 órakor Hooker visszatért a folyó jobb partjára, miután sikertelenül próbálta megakadályozni a támadást Burnside-nál. Mivel Humphreys támadása ekkor még javában folyt, Hooker kelletlenül támadásba parancsolta a IX. hadtestből George W. Getty hadosztályát, de ezúttal a Marye’s Heights balszélső dombja, a Willis Hill ellen. Rush Hawkins és Edward Harland ezredes dandárjai egy befejezetlen vasútvonal sínpárja mentén haladtak közvetlenül a Hazel Runtól északra. Egészen közel jutottak a déliek vonalához, mielőtt a szürkületben felfedezték őket, de végső soron heves puskatűzzel visszaverték a próbálkozásukat.

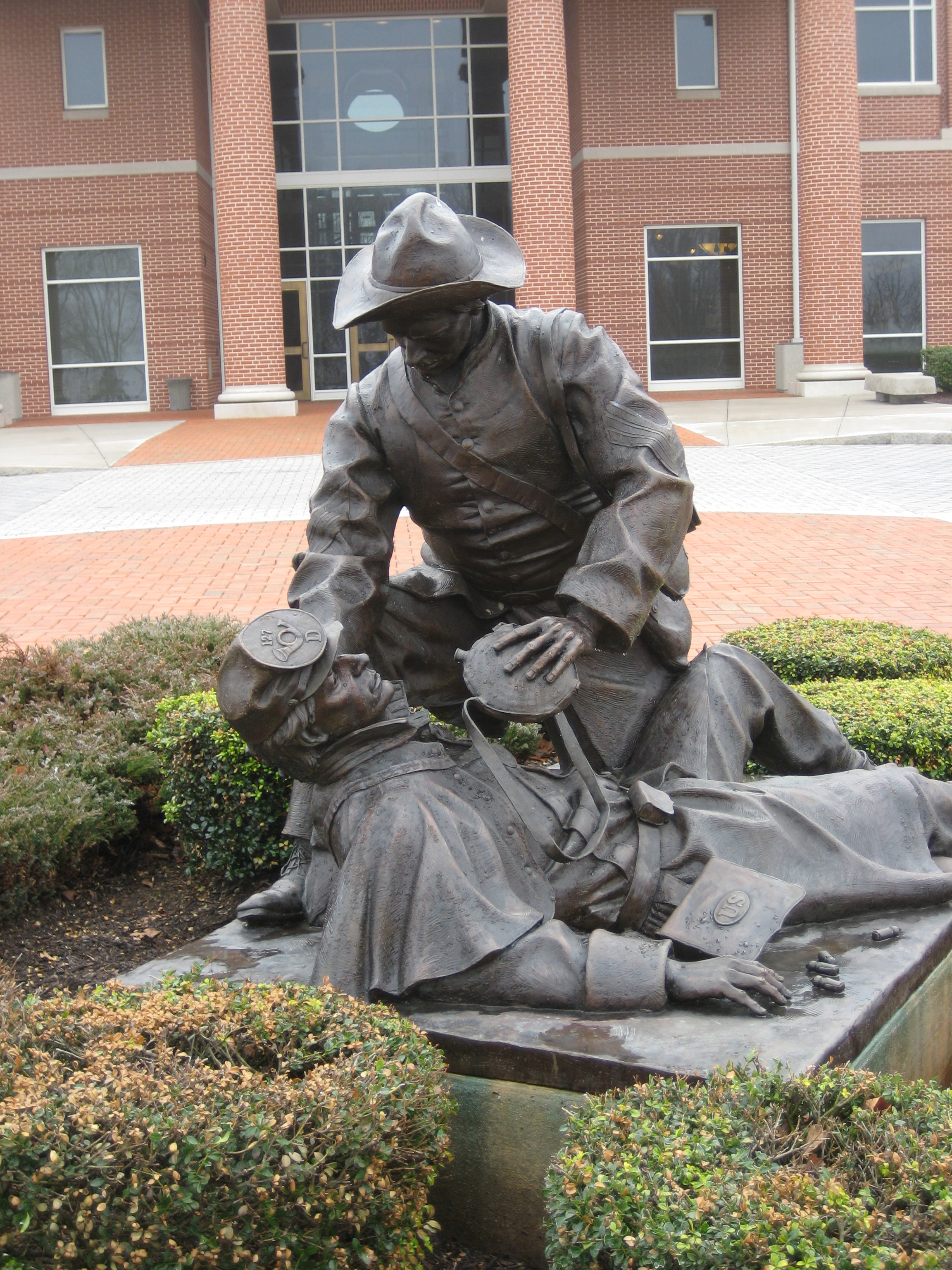
Richard Kirkland őrmester szobra.

Immáron hét hadosztály bocsátkozott harcba, általában dandáronként egymás után összesen tizennégy különálló támadásban, melyek mindegyike kudarcot vallott, s összességében 6000–8000 fő veszteséget okozott saját magának. A Marye’s Heights környékén elszenvedett konföderációs veszteségek 1200 fő körül alakultak. A beálló sötétség és Burnside beosztottainak kérelme véget vetett a támadásoknak. Longstreet később azt írta: „A rohamok elszántak és véresek voltak, de teljesen reménytelenek.” A katonák ezrei a hideg decemberi éjszakát a mezőkön töltötték, nem tudván a sebesülteken segíteni. Éjjel Burnside beosztottait hibáztatta a katasztrofális támadás kudarca miatt, akik viszont egyöntetűen az ő hibájának tartották a kimenetelt.

### December 14–15., szünet és visszavonulás
A december 13-án tartott vacsorai megbeszélésen Burnside drámai bejelentést tett arról, hogy a régebben általa parancsnokolt IX. hadtest élén személyesen fogja vezetni a Marye’s Heights elleni döntő támadást, de tábornokai reggelig lebeszélték erről. A hadseregek december 14-én is állásaikban néztek farkasszemet egymással. A csata másnap folytatódott volna Burnside szándékai szerint. Sumner eddig a támadás következetes szorgalmazója volt, ekkor azonban Burnside főhadiszállására látogatott és azt mondta: „Tábornok, remélem tartózkodni fog a támadás megismétlésétől; nem tudok olyan tábornokról, aki támogatná az ötletet és azt hiszem, hogy katasztrofális lenne a hadseregünkre nézve.” Burnside erre elhalasztotta a támadást és összehívta a hadosztályok, hadtestek és a nagy hadosztályok parancsnokait tanácskozásra. A tanács egyhangúlag a támadás ellen voksolt, ami eldöntötte a kérdést. Burnside a haditanács döntésével jelentést írt a hadügyminisztériumnak és tisztjeire tolta a felelősséget, valamint Lincolnra, aki a támadást siettette, míg magáról szólva kijelentve, hogy a támadás elrendelése idején biztos volt a sikerében és az ellenséges állások elfoglalásában. Ezen a napon délután Burnside fegyverszünetet kért Lee-től a sebesültek ellátása érdekében, amit meg is kötöttek. Másnap az uniós hadsereg visszatért a folyó bal partjára, s ezzel az offenzívát ideiglenesen beszüntette. Egy kisebb alakulat még ellenőrzése alatt tartotta a várost és a pontonhidak körül hídfőket képzett, de Hooker tiltakozására Burnside engedélyt adott a jobb part teljes kiürítésére.
A mészárlás és a szenvedés mértékéről tanúskodott Richard Rowland Kirkland, a 2. dél-karolinai önkéntes ezred G százada egyik őrmesterének esete, aki a Marye’s Heightson, az útmenti kőfalnál harcolt. Kirkland egészen közelről látta a pusztulást és a halált, s mint oly sokan másokat, őt is megrázta a északi sebesültek jajongása december 13. hideg éjszakáján. Joseph B. Kershawtól engedélyt kapva Kirkland kulacsokat gyűjtött, és fényes nappal, tűzszünet beállta és fehér zászló védelme nélkül itatta az északiak csatatéren heverő sebesültjeit. Mivel Kirkland szándékai nyilvánvalóak voltak, az északiak nem lőttek rá. Kirklandet később „a Marye's Heights angyala” néven emlegették tetteiért, és Felix de Weldon szobrot állított neki a Fredericksburg és Spotsylvania Nemzeti Katonai Parkban.

## Az ütközetet követően
Az Unió 12 653 fő veszteséget szenvedett (1284 halott, 9600 sebesült, 1769 fogoly/eltűnt). Két tábornok esett el: George D. Bayard és Conrad F. Jackson dandártábornok. A Konföderáció 4201 fő veszteséget könyvelhetett el (608 halott, 4116 sebesült, 653 fogoly/eltűnt), legtöbbjét Jackson frontján, a harcok korai szakaszában elveszítve. Maxcy Gregg és T. R. R. Cobb dandártábornokok szintén halálos sebet kaptak. A veszteségek jól mutatták, mennyire katasztrofális volt a Potomac hadsereg taktikája. Habár a dél felé eső szárnyakon folyó harcban nagyjából egyenlően vesztek oda (kb. 4000 konföderációs és 5000 uniós), az északi szárnyon az Unió nyolcszor annyi erőt veszített. Burnside csapatai jóval több vért hullattak a terv szerinti elterelő műveletben, mint a fő támadásban.
A déliek ünnepelték a győzelmet. A Richmond Examiner sorai szerint ez „a támadók döbbenetes veresége, mindennél többet jelentő hazánk védelmezőinek csodálatos győzelme” volt. Az általában visszafogott Lee-t a Charleston Mercury magáról megfeledkezve ünneplőként jellemezte, aki szemlátomást mindenkit megölelt volna, aki megszólította. Az újság szerint „Lee tábornok tudja mit tesz, a hadsereg pedig ezidáig mindennemű dolgát sikerre vitte”.
Északon mind a hadsereg, mind Lincoln a sajtó és a politikusok heves támadásainak kereszttüzébe került. A Cincinnati Commercial azt írta: „Aligha lehet emberileg több bátorságot, tábornokként pedig kevesebb hozzáértést mutatni, mint az hadseregünkben ezen a napon megfigyelhető volt.” A radikális Zachariah Chandler szenátor, azt írta: „Az elnök gyenge ember, túl gyenge ehhez a helyzethez képest és áruló, vagy bolond tábornokaink pedig időt és még annál is értékesebb életeket vesztegetnek eldöntetlenül maradó csatákban és késlekedések folytán.” Andrew Curtin pennsylvaniai kormányzó a Fehér Házba látogatott a harctérről megérkezve. Az elnökkel való beszélgetés folyamán azt mondta: „Ez nem ütközet volt, hanem mészárszék.” Curtin beszámolt arról, hogy az elnök „megtörten hallgatta a történteket, és nemsokára az őrület határáig fokozódott ideges felindultsága”. Lincoln maga azt írta: „Ha létezik rosszabb hely, mint a pokol, hát én ott vagyok.” Burnside-ot egy hónappal később felmentették a parancsnokság alól, miután sikertelenül próbált tisztogatást véghezvinni engedetlenkedő alárendeltjei körében, és a hadsereg január folyamán leszerepelt a gunyorosan sárdagasztás hadműveletként emlegetett események során.

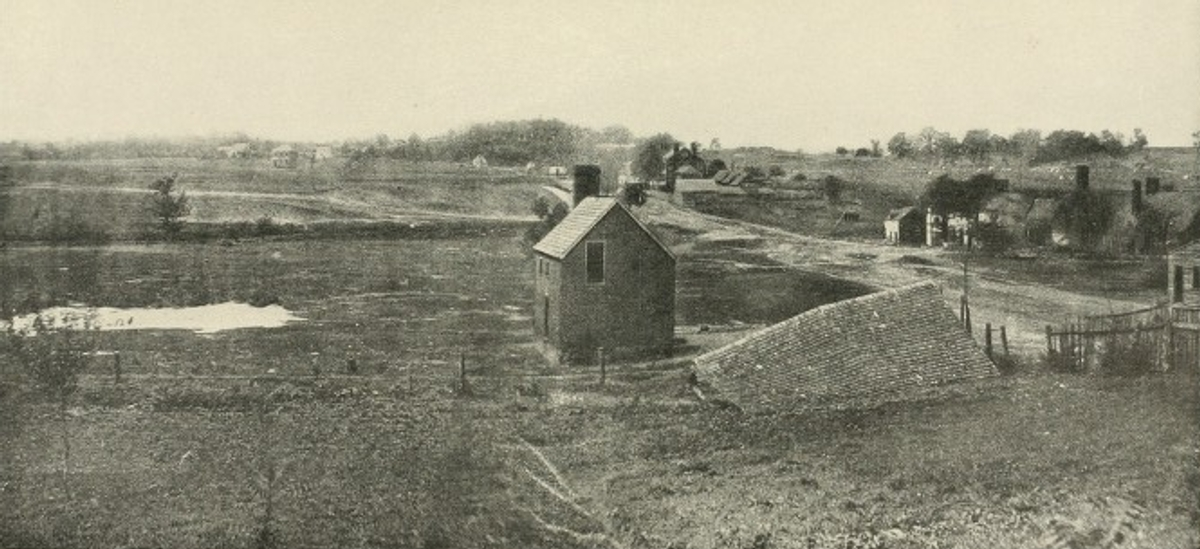
Fredericksburgből nyugati irányba nézve látható a Telegraph Road a háttérben, a Marye’s Heights középen.

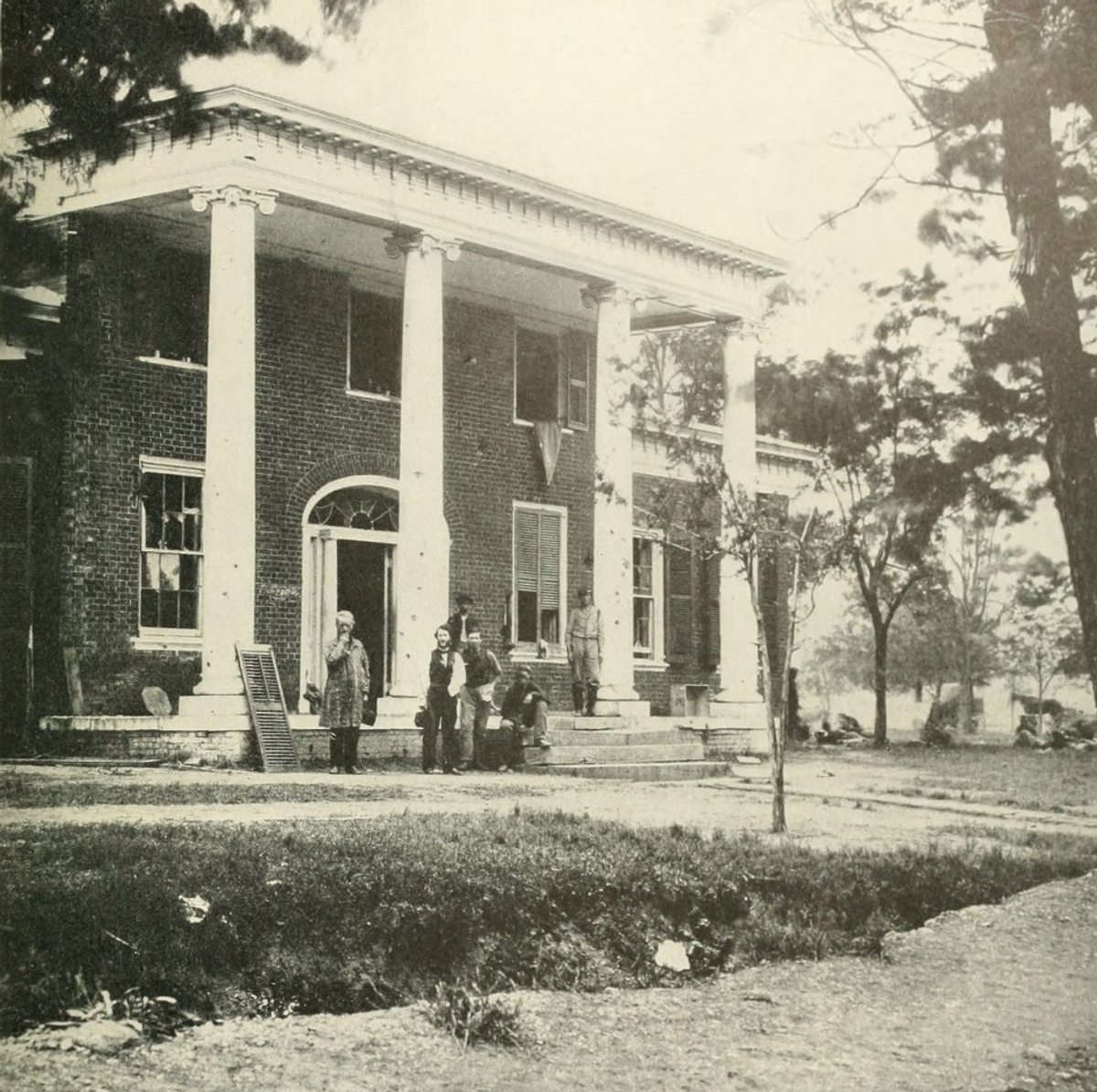
a Marye-ház a Marye’s Heightson; ez volt a déliek állásának középpontja az ütközet során. Jobbra a csapatok tábora látható.
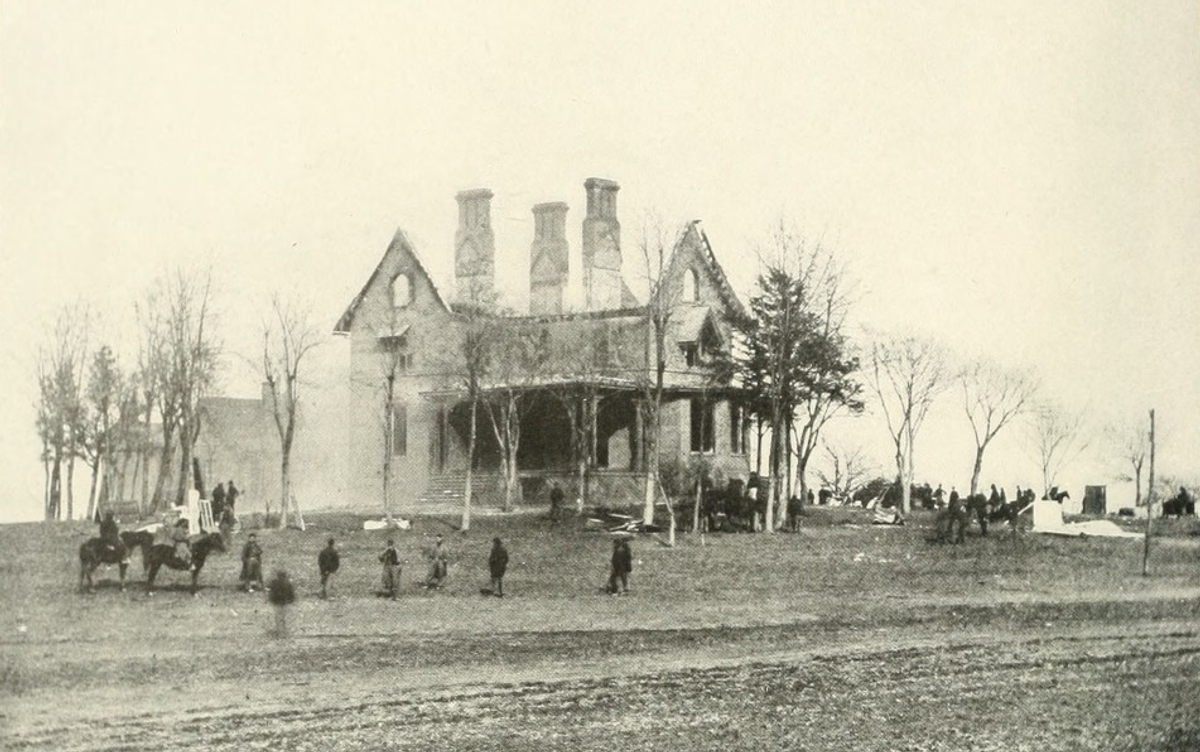
Burnside főhadiszállása a Phillips-házban
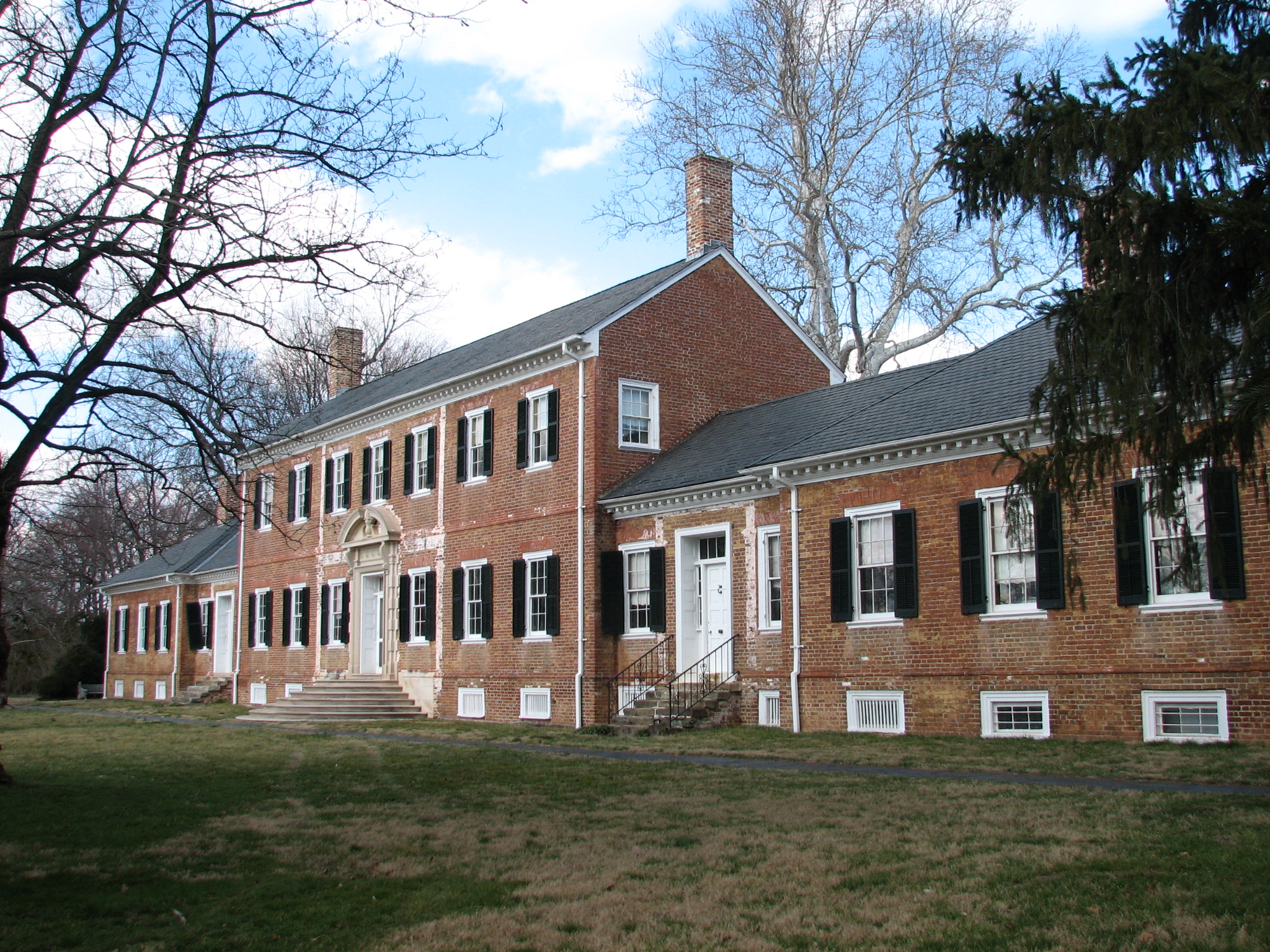
Sumner főhadiszállása, a Chatham Manor, a Stafford Heightson. Burnside elsősorban innen figyelte az ütközet alakulását.

## Az ütközet emlékezete

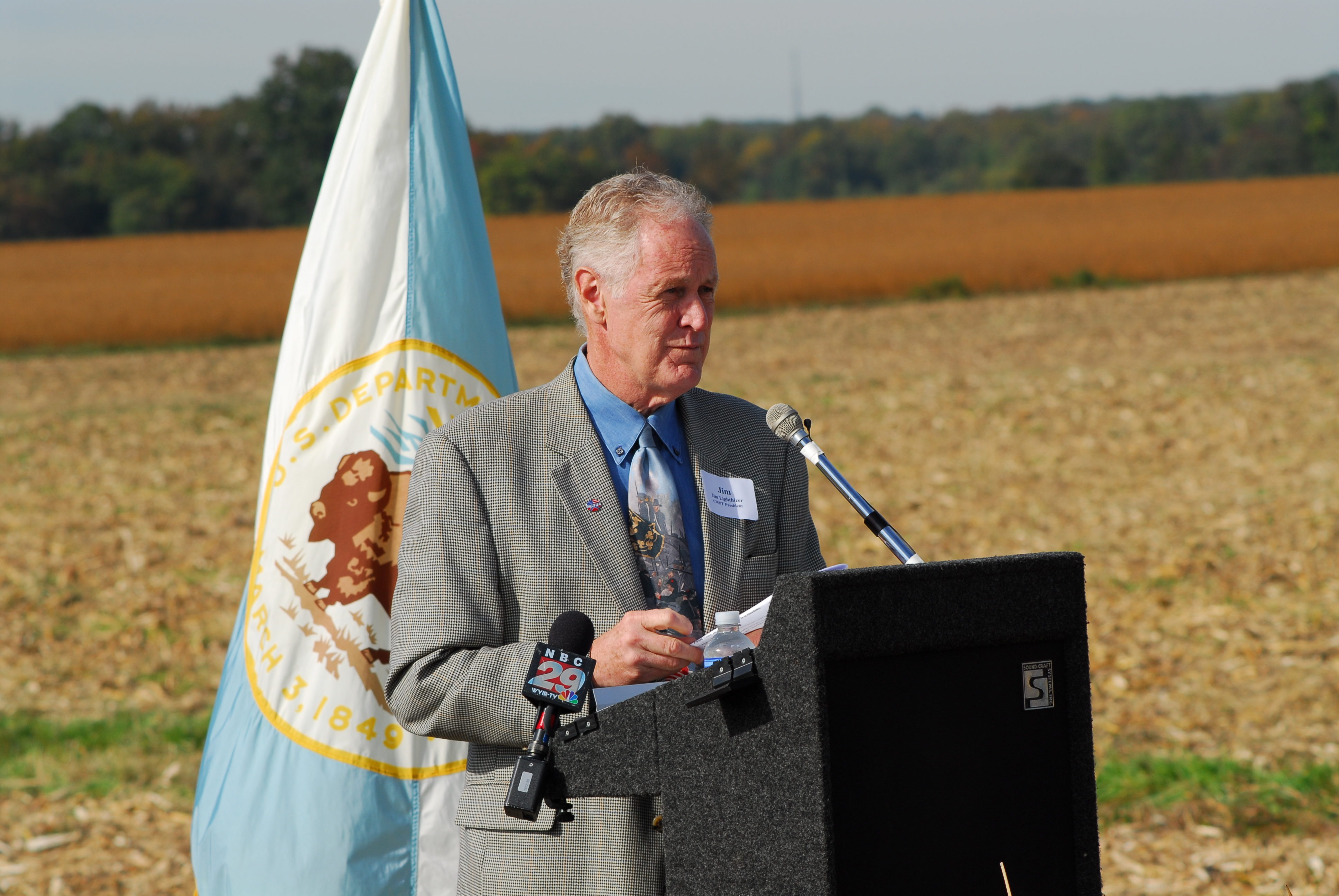
A CWPT elnöke, Jim Lighthizer a Slaughter Pen farmon

2006 márciusában a polgárháborús emlékszervezet, a Civil War Preservation Trust (CWPT) 12 millió dolláros kampányt jelentett be a történelmileg jelentős Slaughter Pen farm emlékhelyként való megőrzésére, amely a fredericksburgi ütközet kulcspontja volt. A 205 holdas farm volt a helyszíne a George Meade és John Gibbon által Jackson állásai ellen indított támadásoknak. A tetemes veszteségek mellett kiharcolt ideiglenes áttörés jelentette az uniós csapatok legnagyobb esélyét a fredericksburgi ütközet megnyerésére. Az ütközet déli részénél lefolyt összecsapást később Slaughter Pennek nevezték el. A csata körülbelül 9000 fő veszteséget okozott a feleknek, és öt Medal of Honor kitüntetést adományoztak a benne részt vett északi katonáknak.
A Slaughter Pen farm annak előtte a fredericksburgi csatatér legnagyobb, gondozás nélküli része volt. Ez ma a csatatér egyetlen olyan pontja, ahonnan a látogató végigkövetheti a harcok lefolyását; minden más részt már beépítettek. A 12 millió dolláros beruházást az amerikai történelem legambiciózusabb nonprofit beruházásának nevezték.
2006 októberében a belügyminisztérium kétmillió dolláros támogatást adott a Slaughter Pen farm jelentősége miatt, melyhez Central Virginia Battlefields Trust (CVBT, Közép-Virginiai Csatatérgondozási Tröszt) további egymillióval járult hozzá.

## A média tükrében
A fredericksburgi csatát a Istenek és katonák című 2003-as filmben örökítették meg, amely a hasonló című regény alapján íródott. Mindkét mű elsősorban a Marye’s Heights ellen indított katasztrofális rohamokról szól. A filmben a Hancock hadosztályában az ír dandár, Caldwell és Zook dandárjai, valamint a XX. Maine-i gyalogezred harcát emelik ki.
Louisa May Alcott írónő saját, ápolónőként szerzett élményeire támaszkodva írta meg Hospital Sketches című könyvét 1863-ban, melyben a fredericksburgi ütközet sebesültjeinek ellátását mutatta be, nem valós történetben feldolgozva.

## Fordítás
- Ez a szócikk részben vagy egészben  a   Battle of Fredericksburg című angol Wikipédia-szócikk ezen változatának fordításán alapul.  Az eredeti cikk szerkesztőit annak laptörténete sorolja fel. Ez a jelzés csupán a megfogalmazás eredetét és a szerzői jogokat jelzi, nem szolgál a cikkben szereplő információk forrásmegjelöléseként.